# 西鉄バス筑豊
西鉄バス筑豊株式会社（にしてつバスちくほう）は、福岡県の筑豊地方で路線バス・観光バス事業を営む西日本鉄道（西鉄）の分離子会社。本社所在地は福岡県飯塚市片島二丁目19番1号。

## 概要
当初は一部の不採算路線を子会社に移管する形であったが、その後筑豊地区の西鉄バス路線は篠栗支社の受託分と本社、田川支社の筑豊特急受託を除いて子会社直営となり、また子会社同士の合併も進められて現在に至る。
筑豊地区の人口減少やマイカー、バイク、自転車の普及、近年の乗務員不足などで路線廃止が続いているが、一方でイオンモール直方の開業に合わせ路線を延長の上本数を増やすなど、売上確保のための努力も続けている。
福岡県鞍手郡鞍手町が運行するコミュニティバス「鞍手町すまいるバス」の運行も受託している。

### 西鉄グループ他社発行の乗り放題乗車券への対応
特定自治体内の西鉄グループ路線バスを自由に乗降できる「得パス」及び「ワイドエコルカード」「伊都エコルカード」「ひるパス」「ひるパスロング」については、運行事業者が西鉄バス筑豊であっても利用対象の自治体内であれば利用可能である。
利用できる路線と対象区間は次のとおり。
得パス
- ［急行］直方 ・黒崎線：黒崎バスセンター - 上新縄手
- ［53］西鉄バス北九州馬場山線：黒崎バスセンター - イオンモール直方

ワイドエコルカード・伊都エコルカード・ひるパス・ひるパスロング

また、西鉄バス北九州一日フリー乗車券については、発行当時は対象区間内であっても西鉄バス筑豊の運行する路線では利用できなかったが、現在では対象区間内であれば利用できるようになった。なお、北九州市や中間市では上記路線しか運行されていない地区もあることから、当該区間の住民に配慮し、2008年頃から上記路線が北九州市内を運行中に限り、一日フリー乗車券が販売されている。

## 沿革
- 1943年（昭和18年）
  - 7月1日飯塚、田川、直方自動車営業所が同時に開設。
- 1951年（昭和26年)
  - 8月27日筑豊自動車営業所を新設。
- 1952年
  - 3月29日直方発着所を新設。
- 1963年（昭和38年）
  - 7月9日田川自動車営業所が移転。
  - 9月6日飯塚自動車営業所が移転。
  - 10月10日大隈自動車営業所を新設。
- 1983年（昭和58年）
  - 8月25日伊田自動車営業所を新設と同時に名称を

田川自動車営業所から後藤寺自動車営業所に変更。
- 1987年（昭和62年）
  - 11月6日-飯塚営業所篠栗車庫を新設。
- 1988年（昭和63年）
  - 2月17日 - 西日本鉄道100%出資の分離子会社として嘉穂交通を設立（営業開始は同年4月3日）。本社は当時の筑穂町の西鉄筑穂町車庫（大分坑）に併設（その後、当時の嘉穂町の西鉄大隈自動車営業所内に本社移転）。
  - 9月22日 - 西日本鉄道100%出資の分離子会社として添田交通を設立（営業開始は同年11月1日）。
- 1991年（平成3年）4月1日 - 西日本鉄道100%出資の分離子会社として直方交通を設立。
- 2001年（平成13年）8月1日 - 西鉄グループ再編。
  - 嘉穂交通と添田交通が合併し、西鉄バス筑豊が発足。存続会社は嘉穂交通で本社は元西鉄飯塚営業所に置く。
  - 直方交通を西鉄バス遠賀に改称。
- 2003年（平成15年）
  - 4月1日 - 伊田支社（田川市伊田地区）エリア及び添田支社エリア、西鉄バス遠賀直方本社エリアのバス路線を大幅に整理。これにより、田川郡赤村から西鉄のバス路線が撤退。
  - 7月1日 - 西鉄グループ再編。
    - 西鉄バス筑豊が西鉄バス遠賀を吸収合併。同時に西鉄バス遠賀の中間・香月両営業所は中間を香月に統合の上で西鉄バス北九州に完全移管。これにより飯塚市・田川市・直方市を中心とした筑豊全域に路線網を持つようになった。
    - 西鉄直営の筑豊（後藤寺）営業所が移管され、伊田支社と統合の上、田川支社発足。さらに飯塚・田川後藤寺・直方のバスセンターも移管される。
- 2004年（平成16年）4月1日 - 西鉄バス筑豊飯塚本社及び大隈支社エリアのバス路線を大幅に整理。
- 2005年（平成17年）7月1日 - 西鉄バス二日市に管理委託されていた篠栗営業所が移管され、篠栗支社を新設。
- 2006年（平成18年）4月1日 - ジェイアール九州バス内ヶ磯（うちがそ）線が乗客減による赤字のため廃止、その代替として同路線を譲受。
- 2007年（平成19年）3月26日 - 西鉄から受託している田川・飯塚 - 福岡線（特急・急行）、飯塚・直方 - 小倉線（特急）に、バスロケーションシステム「にしてつバスナビ」を導入。
- 2009年（平成21年）
  - 3月8日 - 篠栗支社でnimoca導入。
  - 5月31日 - 筑豊地区でnimoca一斉導入。
- 2010年（平成22年）4月1日 - 大隈支社と篠栗支社をそれぞれ「大隈車庫」「篠栗車庫」へ改称。
- 2011年（平成23年）4月1日 - 田川郡大任町から西鉄のバス路線が撤退。
- 2015年（平成27年）
  - 4月12日 - 後藤寺バスセンターの窓口営業を終了、翌日より無人化。
  - 7月25日 - 飯塚バスセンターをリニューアルした飯塚バスターミナルが開業。
  - 12月31日 - 直方バスセンターの窓口営業を終了、翌日より無人化。
- 2016年（平成28年）9月30日 - 後藤寺バスセンターがこの日を以って閉鎖。
- 2017年（平成29年）10月1日 - 田川 - 小倉線（快速）が廃止され西鉄後藤寺 - 中谷線に規模を縮小。これに伴い北九州市小倉北区から西鉄バス筑豊の一般バス路線が撤退（廃止区間は西鉄バス北九州の路線として存続）。
- 2018年（平成30年）9月30日 - 大隈車庫がこの日を以って廃止[2]。
- 2020年（令和2年）10月1日 - 篠栗車庫が本体直営土井営業所へ移管。（受託解消）
- 2021年（令和3年）10月1日 - 西鉄後藤寺 - 中谷線が廃止。これに伴い北九州市小倉南区から西鉄バス筑豊の一般バス路線が撤退（廃止区間のうち北九州市内の山ヶ迫 - 中谷間は西鉄バス北九州の路線として存続、同じく北九州市内の頂吉越 - 山ヶ迫間は同社が同市内の徳力・中谷地区を起終点として1年間の試行として存続（なお試行運行は1年を過ぎた2022年（令和4年）10月1日以降も続いていたが、2023年（令和5年）3月31日を以って試行運行を終了した。））、同市内の西鉄バス筑豊の一般バス路線は八幡西区内の黒崎 - 直方線（急行）のみとなった。

## 営業区域
運行している市町村は以下の通り（高速・特急バスのみ運行している地域は除く）。
- 飯塚市
- 嘉麻市
- 嘉穂郡桂川町
- 直方市
- 宮若市
- 鞍手郡小竹町・鞍手町
- 田川市
- 田川郡福智町・川崎町・添田町
- 遠賀郡遠賀町
- 北九州市八幡西区

## 高速・特急・急行バス路線

### 高速：福岡 - 直方線
- 西鉄天神高速バスターミナル - （←天神中央郵便局前←） - 中洲 - 蔵本 - 高速立花山 - 高速青柳 - 若宮インターチェンジ - 直方パーキングエリア - 八幡インターチェンジ - 馬場山ランプ入口 - 緑ケ丘 - 山浦 - 中牟田 - 王子団地 - 福智台団地 - 西鉄直方営業所 - 直方

※九州自動車道経由

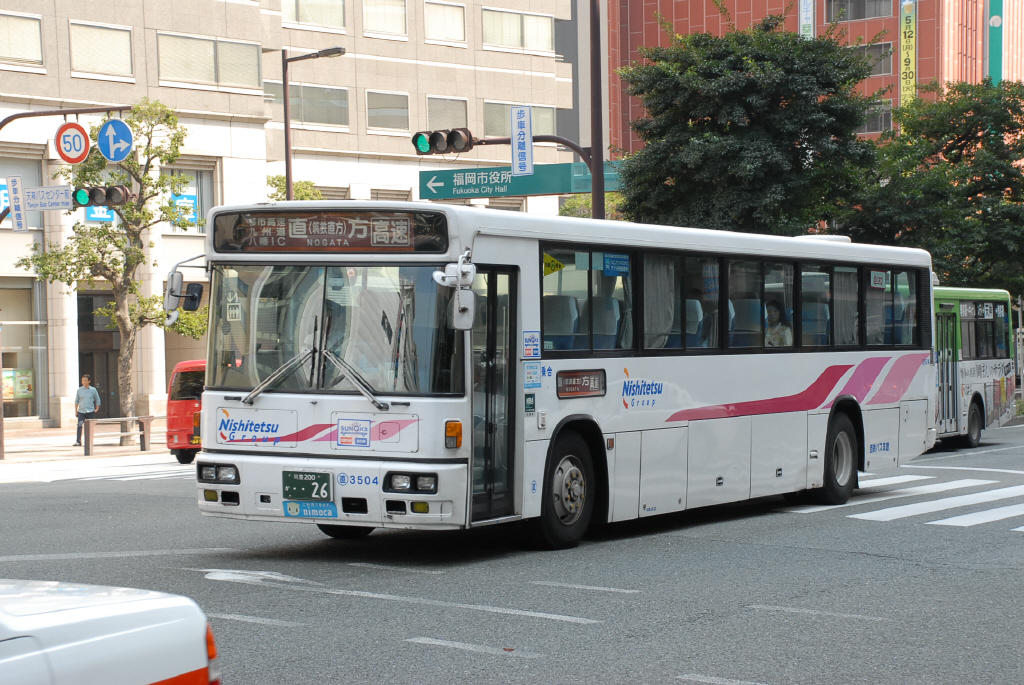
筑鉄直方行き

直方支社担当。2009年4月1日より西鉄バス筑豊の自社路線となった。他の高速路線と違って九州自動車道福岡インター付近での渋滞があっても古賀インター・国道3号線・福岡都市高速（香椎東ランプ経由）への迂回運行は実施しない（高速青柳・高速立花山に停車するため）。
2010年3月1日のダイヤ改正で、若宮インターチェンジ、直方パーキングエリアには停車しなくなった。2012年3月17日のダイヤ改正より一部の便が筑鉄直方バス停（筑豊電気鉄道筑豊直方駅）まで運行されるようになった。2013年4月1日のダイヤ改正で、再び若宮インターチェンジ、直方パーキングエリアに停車することになったが、2016年3月26日のダイヤ改正で直方〜筑鉄直方間が廃止となった。
利用者の減少を理由として2025年9月30日をもって運行を終了する。当路線のみが停車していた高速立花山と高速青柳の両停留所も廃止される。

### 筑豊特急：筑豊（特急）福岡線
都市高速・国道201号・八木山バイパスを経由し福岡市の中心部である天神と飯塚市・田川市・香春町を結ぶ特急バス路線である。約10 -15分間隔で運行する。田川支社・飯塚本社・西鉄福岡高速営業所の担当。
かつては九工大飯塚キャンパス発着・新飯塚行き深夜特急・特急でんえもん号・坂の下発着は飯塚本社のみ、直行は田川支社のみ担当していたが、2017年4月1日のダイヤ改正で九工大飯塚キャンパス発着も田川支社、直行も飯塚本社が数本担当するようになった。さらに2018年3月17日改正からは西鉄バス・博多営業所も担当が入った（後に福岡高速営業所に移管している）。近距離高速バス用の車両で運行する。田川支社担当分のみ翌朝の天神発便に使用するため、博多営業所および博多バスターミナル向かいのおたふく駐車場での夜間停泊があった。
後藤寺バスセンター廃止に伴い、2016年10月1日改正でこれまでの後藤寺バスセンター発着は西鉄後藤寺営業所および福岡県立大学構内発着に変更された。2021年10月1日改正で筑豊（急行）福岡線が廃止されたため、急行のみ停車していた庄内鳥羽・見立・弓削田に新たに停車する。2025年4月1日改正で筑豊遊園系統を廃止して筑豊遊園、糸田口停留所を廃止し、代替交通として仁保停留所付近のトライアル飯塚庄内店から筑豊緑園(筑豊遊園停留所付近)まで予約乗合タクシーを利用できるようになる予定である。
八木山バイパスが片側1車線のため事故や立ち往生で通行止めになると八木山峠経由で迂回運行を行う。
直行
- 西鉄天神高速バスターミナル - （←天神中央郵便局前←） - 中洲 - 蔵本 - （福岡都市高速） - 篠栗北 - （八木山バイパス） - 堀池 - バイパス筑豊自動車運転免許試験場 - バイパス下三緒 - 庄内工業団地 - 関の台団地 - 道の駅いとだ・中村美術館前 - 角銅原 - 西鉄後藤寺 - 後藤寺 - 田川市役所 - 石炭記念公園口 - 伊田本町口 - 伊田駅 - 伊田大橋 - 福岡県立大学

飯塚庄内田川バイパス全線開通後の2009年4月1日に新設された。飯塚バスターミナル・新飯塚駅などの飯塚市中心部は経由せず、八木山バイパス・飯塚庄内田川バイパスを通り、福岡市と田川市を直結する。田川市役所・伊田地区・福岡県立大学へ路線を延伸し利便を図った。2010年4月1日のダイヤ改正で終日1時間おきに増便され、同時に新設された堀池に停車するようになり、2012年4月1日のダイヤ改正からは篠栗北にも停車するようになった。飯塚を通らないこともあり、2020年10月1日のダイヤ改正で大幅に減便され朝と夕方以降のみの運行となり、さらに2021年10月1日のダイヤ改正で朝に1〜2便が運行されるのみとなり、事実上の免許維持路線となっている。
2012年12月より朝の田川行き1便のみ道の駅いとだ・中村美術館前から後藤寺に寄らずに国道201号を東進し、新設の福岡県立大学正門前に先に停車、続いて伊田駅 - （以下福岡行きルートと同じ) -　後藤寺となる便が設定された。この便は2023年10月現在、福岡県立大学正門前までに短縮され、福岡高速営業所が担当している。
卸商団地経由（旧称：ノンストップ特急）
- 西鉄天神高速バスターミナル - （←天神中央郵便局前←） - 中洲 - 蔵本 - （福岡都市高速） - 篠栗北 - （八木山バイパス） - 堀池 - 卸商団地 - 昭和通二丁目 - 嘉穂劇場入口 - 飯塚バスターミナル - 新飯塚駅 - ポリテクセンター飯塚 - 近畿大学前 - 仁保 - 筑豊遊園 - 糸田口 - 道の駅いとだ・中村美術館前 - 角銅原 - 西鉄後藤寺営業所 ← 後藤寺 ← 田川市役所 ← 石炭記念公園口 ← 伊田本町口 ← 伊田駅 ← 伊田大橋 ← 福岡県立大学
- 西鉄天神高速バスターミナル - （←天神中央郵便局前←） - 中洲 - 蔵本 - （福岡都市高速） - 篠栗北 - （八木山バイパス） - 堀池 - 卸商団地 - 昭和通二丁目 - 嘉穂劇場入口 - 飯塚バスターミナル - 新飯塚駅 - ポリテクセンター飯塚 - 近畿大学前 - 仁保 - 有安 - (→関の台団地→) - 道の駅いとだ・中村美術館前 - 角銅原 - 西鉄後藤寺営業所 - 後藤寺 - 田川市役所 - 石炭記念公園口 - 伊田本町口 - 伊田駅 - 伊田大橋 - 福岡県立大学 - （田川）東町 - 一本松 - 香春町役場
- 西鉄天神高速バスターミナル - （←天神中央郵便局前←） - 中洲 - 蔵本 - （福岡都市高速） - 篠栗北 - （八木山バイパス） - （堀池←卸商団地←昭和通二丁目←嘉穂劇場入口←飯塚バスターミナル） - 二瀬交流センター前 - 九工大飯塚キャンパス

国道201号線・飯塚バスターミナル・卸商団地経由。2015年3月21日のダイヤ改正で九工大飯塚キャンパス発着が平日・土曜に、2016年10月1日のダイヤ改正で福岡県立大学発着が設定された。2010年4月1日のダイヤ改正より新設された堀池に停車するようになり、2012年4月1日のダイヤ改正からは篠栗北にも停車するようになった。2017年3月25日のダイヤ改正では仁保～道の駅いとだ・中村美術館前間を従来の糸田口経由に加え有安・烏尾トンネル経由で運行する便を新設した。関の台団地は後藤寺方面行きのみ停車する。2020年10月1日改正でバイパス直行が大幅に減便されたため、日中を中心に福岡県立大学発着が増便された（すべて有安経由）。さらにでんえもん号の廃止により、嘉穂劇場入口にも停車するようになった。九工大飯塚キャンパス行きは篠栗北～二瀬交流センター前間はノンストップとなる。2021年10月1日改正で後藤寺～中谷線が廃止、これに伴い福岡県立大学から香春町役場まで延伸された。2023年7月26日改正で新規開店したゆめタウン飯塚の最寄りとなる昭和通二丁目に停車させたほか、同年10月1日改正では金田・方城線が廃止された為、 代替措置として春日橋・後藤寺小学校・平松・中央町・南大通りに停車するようになった。これにより近畿大学前 - 香春町役場間は経路上の全停留所に停車することとなった。
穂波経由
- 西鉄天神高速バスターミナル - （←天神中央郵便局前←） - 中洲 - 蔵本 - （福岡都市高速） - 粕屋警察署前 - 篠栗北 - （八木山バイパス） - 穂波 - 飯塚バスターミナル - 新飯塚駅- ポリテクセンター飯塚 - 近畿大学前 - 仁保 - 筑豊遊園 - 糸田口 - 道の駅いとだ・中村美術館前 - 角銅原 - 西鉄後藤寺営業所 - 後藤寺 - 田川市役所 - 石炭記念公園口 - 伊田本町口 - 伊田駅 - 伊田大橋 - 福岡県立大学
- 西鉄天神高速バスターミナル - （←天神中央郵便局前←） - 中洲 - 蔵本 - （福岡都市高速） - 粕屋警察署前 - 篠栗北 - （八木山バイパス） - 穂波 - 飯塚バスターミナル - 新飯塚駅- ポリテクセンター飯塚 - 近畿大学前 - 仁保 - 有安 - (→関の台団地→) - 道の駅いとだ・中村美術館前 - 角銅原 - 西鉄後藤寺営業所 - 後藤寺 - 田川市役所 - 石炭記念公園口 - 伊田本町口 - 伊田駅 - 伊田大橋 - 福岡県立大学
- 西鉄天神高速バスターミナル - （←天神中央郵便局前←） - 中洲 - 蔵本 - （福岡都市高速） - 粕屋警察署前 - 篠栗北 - （八木山バイパス） - 穂波 - 飯塚バスターミナル - 新飯塚駅- ポリテクセンター飯塚 - 近畿大学前 - 近畿大学（学内）

こちらは卸商団地経由と違って粕屋警察署前に停車し、堀池・卸商団地を経由せず穂波経由となる。半数は新飯塚駅発着であるが、その他には西鉄後藤寺営業所や福岡県立大学発着、平日のみ近畿大学福岡キャンパスへの通学用として近畿大学発着がある。2017年3月25日のダイヤ改正では仁保～道の駅いとだ・中村美術館前間を従来の糸田口経由に加え有安・烏尾トンネル経由で運行する便を新設した。関の台団地は後藤寺方面行きのみ停車する。
かつては終日にわたり県道607号線経由便があったほか、国道201号線旧道をほぼ走破し天神～飯塚～田川～行橋を結ぶ行橋営業所担当便が1日数便運行されていた。また日祝日に限り上山田発着（飯塚 - 上山田間も現行の大隈車庫担当・23番系統と同一のルートで特急運行）が運行されていたこともあった。2017年3月24日までは天神～飯塚～坂の下間の特急も運行されており、その名残として2020年9月30日までは平日朝のみ飯塚BT発坂の下行の特急(経路上の全てのバス停に停車)が運転されていた。2018年3月17日のダイヤ改正までは深夜バスも存在し、この深夜バスのみ県道607号線経由で、同道路上の篠栗町中心部にあるバス停3か所に停車していた。

### 急行：直方 ・ 黒崎線

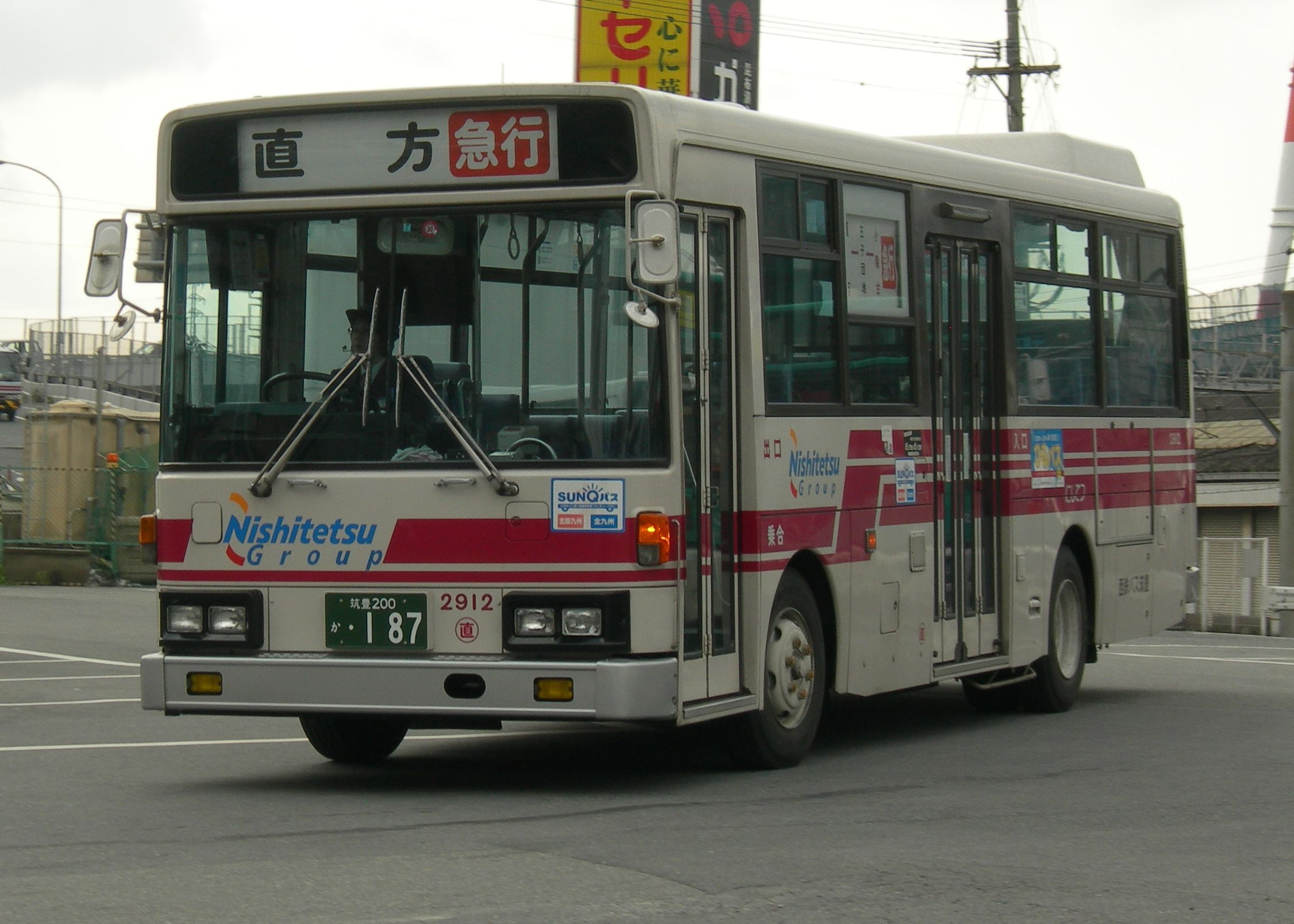
黒崎 - 直方急行

- 直方 - 西鉄直方営業所 - 福智台団地 - 王子団地 - 中牟田 - 上新縄手 - 山浦 - 緑ケ丘 - 馬場山ランプ入口 - 馬場山西団地 - 八幡南出張所前 - 香月東口 - 小嶺台 - 小嶺インター口 - 町上津役 - 下上津役 - 黒崎インター引野口 - 幸神 - ホテルクラウンパレス北九州 - 国道東曲里町 - （→黒崎駅バスターミナル/←西鉄黒崎バスセンター）

路線名は筑豊（急行）北九州線。元々は小倉（砂津） - 直方・飯塚間を結ぶ急行であった（砂津 - 黒崎間は22番と同じルート）。当時は高速バスタイプの車両が使われていた。時期によっては直方発着便で青急行色の市内急行路線仕様車を使用していた。
後に現在のルートに短縮され、当時の直方交通に路線を移譲した際、使用車両も中型を中心とした一般路線車に変更された。2016年3月26日のダイヤ改正で直方側の始発停留所が現行の直方バスセンターから直方駅前ロータリーへ変更となった。また一部の便は直方(特急)小倉線の間合いで近距離高速バス車両で運行されるようになった。直方バスセンター跡地がローソン西鉄バス直方店に建て替えられたことに伴い、2018年4月5日ダイヤ改正で直方側の始発停留所が直方バス停に戻り、路線名も直方・黒崎線になっている。

## 営業所の所在地と担当路線
- 【 】内は営業所表記。実際は○の中に漢字一文字で表記する。
- *は、西鉄から管理委託を受けて運行する路線。

### 飯塚本社
（西日本鉄道飯塚第二自動車営業所併設）
- 所在地：福岡県飯塚市片島2丁目19番1号
- 最寄停留所：西鉄飯塚営業所
- 表記：【○飯】
- 折り返し場：明星寺団地（飯塚市）

#### 担当路線
2021年10月1日現在の路線（太字は終点・始発停留所）
- *特急：福岡 - 筑豊（#特急：福岡 - 筑豊（飯塚・後藤寺）参照）

##### 小竹・天道線
- □1：
  - 新飯塚駅 - 飯塚病院 - ※飯塚バスターミナル - 西鉄飯塚工場 - 幸袋・旧伊藤伝右衛門邸前 - 柳橋 - 鯰田（なまずた）渡 - 目尾（しゃかのお） - 小竹上町 - 頴田（かいた）病院 - 明治坑 - 小峠 - 赤池工業団地

※新飯塚駅行きは飯塚バスターミナルではなく近くの飯塚・あいタウン前停留所に停車する。
2019年10月1日のダイヤ改正で幸袋・伊藤伝右衛門邸前～鯰田渡間の運行経路を変更。起終点を全便新飯塚駅まで延伸した。
- □21：
  - 飯塚バスターミナル→飯塚郵便局→嘉穂劇場入口→昭和通二丁目→穂波農協→南尾→平恒→平恒第二→工業団地中央→飯塚工業団地→平恒新町→穂波農協→昭和通り二丁目→嘉穂劇場入口→飯塚郵便局→飯塚バスターミナル降車場（平恒ループ線）
  - 飯塚バスターミナル - 飯塚郵便局 - 嘉穂劇場入口 - 昭和通二丁目 - 穂波農協 - 天道駅 - 椋本 - 済生会飯塚嘉穂病院

2015年7月25日のダイヤ改正より行先番号1から21へ変更。

##### 飯塚市内線
- □2：
  - 西鉄飯塚営業所→新飯塚駅→※飯塚バスターミナル→飯塚農協→九工大飯塚キャンパス正門前→高雄団地→二瀬病院→西相田→二瀬病院→高雄団地→九工大飯塚キャンパス正門前→飯塚農協→※飯塚バスターミナル→新飯塚駅→西鉄飯塚営業所
  - 西鉄飯塚営業所→新飯塚駅→※飯塚バスターミナル→飯塚農協→伊岐須→伊岐須小学校→西相田→伊岐須小学校→伊岐須→飯塚農協→※飯塚バスターミナル→新飯塚駅→西鉄飯塚営業所
  - ※飯塚バスターミナル→飯塚農協→伊岐須→伊岐須小学校→西相田→二瀬病院→高雄団地→九工大飯塚キャンパス正門前→飯塚農協→飯塚・あいタウン前→新飯塚駅→西鉄飯塚営業所　※土曜日1本のみの運行
  - 飯塚バスターミナル - 飯塚農協 - 伊岐須 - 伊岐須小学校 - 東伊川 - 蓮台寺 - 坂の下
  - 赤坂橋 - 綱分 - 庄内小学校 - 仁保 - 有井 - 近畿大学前 - 笠松陸橋 - 新飯塚駅 - ※飯塚バスターミナル
  - 飯塚バスターミナル→飯塚農協→伊岐須→伊岐須小学校→東伊川→せき損センター→県住花瀬団地→伊川温泉→伊川道→東伊川→伊岐須小学校→伊岐須→飯塚農協→飯塚・あいタウン前→新飯塚駅→笠松陸橋→近畿大学前
  - 県住花瀬団地→伊川温泉→坂の下→蓮台寺→伊川道→東伊川→伊岐須小学校→伊岐須→飯塚農協→飯塚・あいタウン前→新飯塚駅→笠松陸橋→近畿大学前

※赤坂橋・近畿大学前・新飯塚駅・西鉄飯塚営業所行きは、飯塚バスターミナルではなく近くの飯塚・あいタウン前停留所に停車する。
基本は飯塚発着。飯塚以遠も直通する便は本数が少ない。西鉄飯塚営業所発着は西相田系統のみ一部だが運転される。西相田地区はループ運行となっており、到着後はすぐ飯塚方面へ折り返す。2017年3月25日のダイヤ改正で県住花瀬団地系統はループ運行に移行、また飯塚～坂の下発着を新設した。こちらは飯塚BT到着後に坂の下へ戻る連続運行となっている（一部時間帯は飯塚到着後に飯塚営業所へ回送される）。2020年10月1日に「庄内・伊岐須線」から改称。
- □3：
  - 近畿大学前 - 笠松陸橋 - 新飯塚駅 - ※飯塚バスターミナル - イオン穂波ショッピングセンター前 - 嘉穂高校入口 - 潤野下区 - 飯塚市立病院 - 明星寺団地
  - 明治坑 - 頴田支所 - 頴田病院 - 鯰田 - 浦田 - 立岩 - 新飯塚駅 - ※飯塚バスターミナル - イオン穂波ショッピングセンター前 - （←嘉穂高校入口←） - （ - 嘉穂高校 - ） - （→嘉穂高校入口→） - 潤野下区 - 飯塚市立病院 - 明星寺団地
  - 飯塚オートレース場 - 愛宕団地集会所 - 愛宕団地 - 浦田 - 立岩 - 新飯塚駅 - ※飯塚バスターミナル - イオン穂波ショッピングセンター前 - （←嘉穂高校入口←） - （ - 嘉穂高校 - ） - （→嘉穂高校入口→） - 潤野下区 - 飯塚市立病院 - 明星寺団地

※飯塚オートレース場・明治坑・近畿大学前行きは飯塚バスターミナルではなく近くの飯塚・あいタウン前停留所に停車する。
飯塚発着と飯塚以遠を直通する便がある。近畿大学前発着は平日のみ運転（近畿大学前到着後、飯塚営業所または飯塚オートレース場まで回送）。乗客は筑豊地区の一般路線では多く、他の路線が子会社に移管されていった中で飯塚地区に最後まで残った管理委託の一般路線だった。2001〜2002年に新車の集中投入も行われた。以降は中型車両による運行となっていたが、2016年4月に西鉄本体から大型路線車が移籍し、嘉穂高校やイオン穂波ショッピングセンターなどの通勤通学利用者の多い一部の便は大型車両による運行が行われている（土曜・休日も数本は大型車で運転）。2020年10月1日に「鯰田・潤野線」から改称。2024年10月1日改正で愛宕団地集会所～飯塚オートレース場間を延伸。
- □ 快速3：（快速区間 飯塚バスターミナル→嘉穂高校）
  - 明治坑→頴田支所→頴田病院→鯰田→浦田→立岩→新飯塚駅→飯塚バスターミナル→嘉穂高校→嘉穂高校入口→潤野下区→飯塚市立病院→明星寺団地
  - 飯塚オートレース場→愛宕団地集会所→愛宕団地→浦田→立岩→新飯塚駅→飯塚バスターミナル→嘉穂高校→嘉穂高校入口→潤野下区→飯塚市立病院→明星寺団地

行先表示では「エコルライナー」として掲示される。飯塚バスターミナル～嘉穂高校間はノンストップとなる。2015年8月24日の改正で嘉穂高校内に乗り入れる一部の便と快速便が平日のみ新設された。2020年10月1日に新飯塚駅発嘉穂高校行き快速便が新設された。

##### 碓井線
大隈車庫廃止に伴い運行を引き継いだ。2021年10月1日に「碓井・大分坑線」から改称。
- □27：
  - 飯塚バスターミナル - 嘉穂劇場入口 - 昭和通二丁目 - 穂波農協 - 天道駅 - 新茶屋 - 桂川駅 - 新茶屋 - 土居別道（といわかれみち） - 桂川役場 - 嘉麻市役所 -  西牛隈（大隈駅跡）- 牛隈 - 嘉麻市総合バスステーション - 嘉麻警察署 - 嘉穂支所 - 西鉄大隈
  - 飯塚バスターミナル - 嘉穂劇場入口 - 昭和通二丁目 - 穂波農協 - 天道駅 - 新茶屋 - 桂川駅 - 新茶屋 - 土居別道 - 吉隈一区 - 嘉穂総合高校 - 桂川役場 - 嘉麻市役所 - 西牛隈 - 牛隈 - 嘉麻市総合バスステーション - 嘉麻警察署 - 嘉穂支所 - 西鉄大隈

2021年10月1日改正で、桂川駅バス停が北口から南口に移設された。西牛隈バス停では嘉麻市内の山田地区（旧・山田市）方面へと向かう西鉄廃止路線を代替した嘉麻市山田バスが接続する。

##### 飯塚 - 大隈線
大隈車庫廃止に伴い運行を引き継いだ。
- □12
  - 西鉄飯塚営業所 - 飯塚市役所 - 新飯塚駅 - ※飯塚バスターミナル - 嘉穂劇場入口 - 昭和通二丁目 - 鶴三緒 - 山野 - 稲築学校 - 稲築支所 - 漆生 - 漆生本村 - 牛隈 - 嘉麻市総合バスステーション - 嘉麻警察署 - 嘉穂支所 - 西鉄大隈
  - 西鉄飯塚営業所←飯塚市役所←新飯塚駅←※飯塚バスターミナル - 嘉穂劇場入口 - 昭和通二丁目 - 鶴三緒 - 山野 - 稲築学校 - 稲築支所 - 漆生 - 漆生本村 - 大坪団地 - 稲築才田（才田駅跡） - 大坪団地 - 牛隈 - 嘉麻市総合バスステーション - 嘉麻警察署 - 嘉穂支所 - 西鉄大隈
    - 大隈車庫廃止後、平日のみ西鉄大隈から稲築才田を経由し飯塚営業所へ至る運行系統が設けられた。

※西鉄飯塚営業所行きは飯塚バスターミナルではなく近くの飯塚・あいタウン前停留所に停車する。

##### 上山田線
大隈車庫廃止に伴い運行を引き継いだ。引継ぎ当初は田川支社が上山田まで回送で送り込みを行っていた。
- □23：
  - 飯塚バスターミナル - 新飯塚駅 - 笠松陸橋 - 中島組 - 下三緒 - 上三緒団地口 - 鴨生口第一 - 鴨生（鴨生駅跡） - 緑ヶ丘 - 宮地 - 下山田 - 大橋 - 山田支所 - 上山田
  - 飯塚バスターミナル - 新飯塚駅 - 笠松陸橋 - 中島組 - 下三緒 - 上三緒団地口 - 鴨生口第一 - 鴨生 - 緑ヶ丘 - 山野社宅 - 宮地 - 下山田 - 大橋 - 山田支所 - 上山田 ※小舟 - 山野社宅間は重複運行
    - 緑ヶ丘 - 宮地間は、直行するか小舟を経由して山野社宅に入るかどうかの違いである。このパターンは大隈車庫廃止後に設定された。

※飯塚の終着点は飯塚バスターミナルだが、始発は近くの飯塚・あいタウン前停留所から発車する。

##### まちなかおかいものゴー

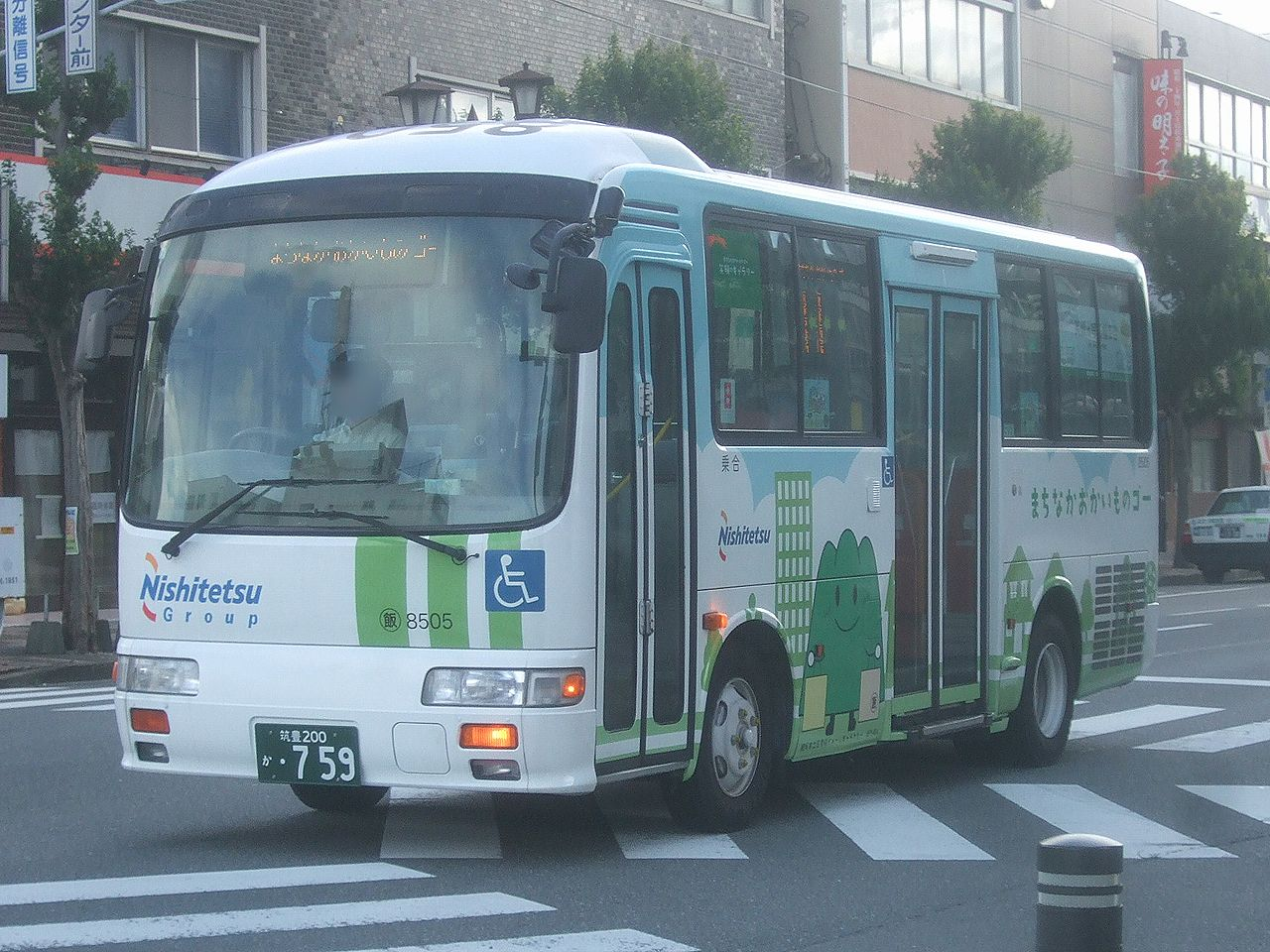
まちなかおかいものゴー

飯塚市内の商店街や大規模商業施設を巡回する路線。2023年8月19日より運行開始。当初は土日祝日のみの運行であったが、2024年10月1日より火曜日も運行されている。運賃は大人200円、小人100円の均一運賃となっている。
宇美町巡回バス「ハピネス号」から転用された日野・リエッセが専用車として使用される。
- 飯塚市役所 - 新飯塚駅 - 飯塚病院 - 飯塚バスターミナル - 街なか子育てひろば - イオン穂波店 - 街なか子育てひろば - 嘉穂劇場入口 - ゆめタウン飯塚 - 昭和通一丁目 - カホテラス - 昭和通一丁目 - ゆめタウン飯塚 - 嘉穂劇場入口 - 街なか子育てひろば - イオン穂波店 - 街なか子育てひろば - 飯塚・あいタウン前 - 飯塚病院 - 新飯塚駅 - 飯塚市役所

最終便のみ昭和通一丁目・カホテラスを経由せず、ゆめタウン飯塚で折り返す。

### 直方支社
- 所在地：直方市頓野字繩手下3891番地の1
- 最寄りバス停留所：西鉄直方営業所
- 営業所表記【○直】
- 折り返し場：鞍手車庫（鞍手町）夜間滞泊の設定がある。

#### 担当路線
2022年4月1日現在の路線（太字は終点・始発停留所）
- 高速：直方 - 福岡（#高速：福岡 - 直方線参照）
- 急行：直方 - 黒崎（#急行：黒崎 ・ 直方線参照）

##### 頓野線
- □直行1（全停留所掲載）：直方→筑鉄直方→須崎町→日の出橋→直方高校→堀江→頓野グランド前→頓野郵便局前→直方東小学校→近津神社→筑豊高校→西尾→西鉄直方営業所→日の出橋→直方　※土曜日1本のみの運行
- □ 1：直方→日の出橋→西鉄直方営業所→西尾→筑豊高校→直方東小学校→直方高校前→頓野団地→直方東小学校→筑豊高校→西尾→西鉄直方営業所→日の出橋→直方（頓野ループ線）

直方東小学校→直方高校前→頓野団地→直方東小学校間はフリーバス（自由乗降可能）区間となる。
平日朝夕のみ運転されていた筑鉄直方経由便は2021年3月13日ダイヤ改正で廃止。筑鉄直方を通るバスは上述の直行1番のみとなる。
- □ 2：
  - 直方 - 日の出橋 - 西鉄直方営業所 - 西尾 - 筑豊高校 - 中央橋 - 中原（なかばる） - 道目木
  - 直方→日の出橋→西鉄直方営業所→西尾→筑豊高校→中央橋→中原→道目木（どうめぎ）→出口（いでぐち）→中央橋→筑豊高校→西尾→西鉄直方営業所→日の出橋→直方（中原循環線）
- □ 3：直方→日の出橋→西鉄直方営業所→西尾→筑豊高校→中央橋→出口→道目木→中原→中央橋→筑豊高校→西尾→西鉄直方営業所→日の出橋→直方（出口循環線）
- □13：直方 - 日の出橋 - 直方二中 - 感田（がんだ）電停 - 福岡ゆたか中央病院（旧：直方中央病院） - 王子宮 - 浄福寺 - イオンモール直方

##### 内ケ磯線
- ■ 7：直方→津田町→直方市役所→勘六橋→溝堀三丁目→（もちだんご村モール）→筑前上境→福地校前→永満寺団地→原の口→永満寺→福地校前→筑前上境→（もちだんご村モール）→溝堀三丁目→勘六橋→直方市役所→津田町→直方（永満寺ループ線）

2006年4月1日付でJR九州バス直方線の直方 - 内ヶ磯が廃止されたため代替として新設された路線。JR撤退の数年前までは頓野線の一部系統が中原または出口経由で内ヶ磯まで運行し競合していた。2020年9月30日限りで永満寺～内ケ磯間は廃止。2024年10月1日より朝の便を除きもちだんご村モールを経由する。

##### 直方〜鞍手〜遠賀線
- ※■68：直方 - 筑鉄直方 - 直方第三中学校入口 - パワータウン前（新入駅） - 植木 - 五反田 - 神崎 - 中山口 - 立林（鞍手IC前） - くらて病院 - 城ヶ崎 - 鞍手車庫 - 鞍手役場 - 古月保育園 - 古門口 - 虫生津 - 浅木小学校 - 遠賀町役場前 - 遠賀川駅前

2014年10月1日ダイヤ改正より、立林～中山間は両方向とも鞍手中学校前→くらて病院（2021年10月1日改正までは中央公民館前）→中本町の順で停車する。基本は全区間通しでの運行だが、朝夕を中心に双方向で鞍手車庫発着もある。また、一部の便は鞍手車庫で乗務員交代のため数分停車する。かつては遠賀川駅前から頃末～折尾車庫まで運転されていた。2006年4月に福岡方面の高速バス停留所を鞍手PAから直方PAに移設したことに伴い、植木～京の上間は直方PA口を経由するルートとなった。「直方PA口」バス停は福岡方面乗り場と小倉方面乗り場とで別々に設けられていた。2020年10月1日のダイヤ改正で直方〜鞍手〜宗像線が廃止されたことに伴い、植木～中山口間の経路を五反田経由に変更。岡分公民館前～直方PA口～京の上間は廃止となった。旧路線名は中山・中間線。
- ※■66：直方 - 筑鉄直方 - 直方第三中学校入口 - 新入本村 - 神崎 - 中山口 - 立林（鞍手IC前） - くらて病院 - 城ヶ崎 - 鞍手車庫 - 鞍手役場 - 古月保育園 - 古門口 - 虫生津 - 浅木小学校 - 遠賀町役場前 - 遠賀川駅前

2014年10月1日ダイヤ改正より、立林～中山間は両方向とも鞍手中学校前→くらて病院（2021年10月1日改正までは中央公民館前）→中本町の順で停車する。
大半は全区間通しでの運行だが、鞍手車庫発着も僅かながらある。68番と違って新入本村経由となる。また、一部の便は鞍手車庫で乗務員交代のため数分停車する。2013年3月までは中山・中間線69番系統として古月保育園前から筑前垣生駅～筑鉄中間、さらにそれ以前は垣生方面～大膳橋～折尾車庫、筑鉄中間～宮林～中間営業所まで運転されていた。分断後も2000年代初頭までは折尾車庫～頃末～大膳橋～筑前垣生駅・砂山口まで69番として朝1本のみの運行はされていたが、中間支社が担当する中間線の一部として運行されていた。

##### イオン直方SC線
- シャトルバス：
  - ■シャトルA：直方 - 日の出橋 - 感田電停 - 福岡ゆたか中央病院 - 王子宮 - イオンモール直方　※上記の停留所のみ停車、平日日中のみ運行
  - ■シャトルB：直方 - 日の出橋 - 感田電停 - 王子宮 - イオンモール直方　※上記の停留所のみ停車

（シャトルA）と（シャトルB）の違いは福岡ゆたか中央病院に停車するか否かである。シャトルバスAは病院の開院時間帯の平日の日中のみ運行。病院構内の玄関前に乗り入れる。その他の平日の夜間、土曜・休日はシャトルバスBが運行。またシャトルバスAと同経路の各停留所停車の13番もあわせて運行されているが、頓野線の一部という運用になっておりダイヤ・使用車輌は区別されている。

##### 鞍手町すまいるバス
- みやわか線

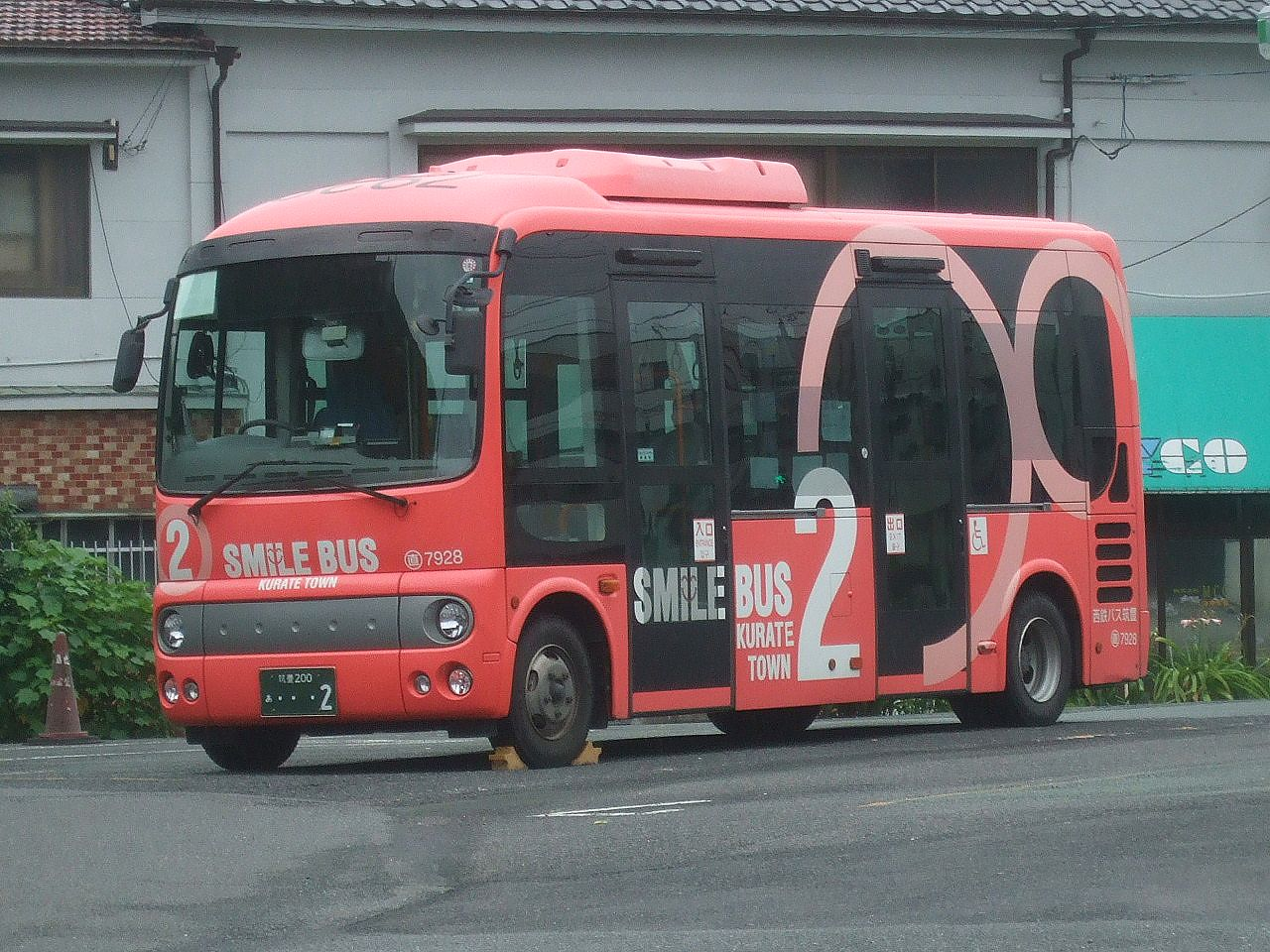
鞍手町すまいるバス（倉坂線専用車）

  - 宮田バス停 - 宮田病院前 - 室木 - くらじの郷 - 鞍手町役場 - くらて病院 - 鞍手駅
  - 宮田バス停 - 宮田病院前 - 室木 - くらじの郷 - 鞍手車庫 - くらて病院 - 鞍手駅

鞍手町が運行するコミュニティバス。誠心物流から引き継ぎ、2014年10月1日より運行受託を開始した。

### 飯塚本社 田川車庫
（西日本鉄道田川第二自動車営業所併設）
- 所在地：田川市弓削田字秋丸233の3
- 最寄りバス停留所：西鉄後藤寺
- 営業所表記：【○田】

#### 担当路線
2023年10月1日現在の路線（太字は終点・始発停留所）
- 特急：福岡 - 筑豊（#特急：福岡 - 筑豊（飯塚・後藤寺）参照）

##### 添田線
- □10：
  - 西鉄後藤寺営業所 - 後藤寺 - 三ヶ瀬 - 川崎駅口 - 町境 - 新城 - 西添田駅口 - 庄 - 宮城病院 - 添田駅入口 - 添田駅 - 添田駅入口 - 添田郵便局 - 伊原（いばる） - めんべい添田町工場
  - 西鉄後藤寺営業所 - 後藤寺 - 三ヶ瀬 - 川崎駅口 - 町境 - 新城 - オークホール - 庄 - 宮城病院 - 添田駅入口 - 添田駅 - 添田駅入口 - 添田郵便局 - 伊原 - めんべい添田町工場

※添田駅は日田彦山線BRTのりばに停車（2023年8月28日〜）
2014年11月8日のダイヤ改正で伊原からめんべい添田町工場へと延伸された。LEDで運行されるバスは側面の行先番号表示部に番号である「10」と「め」というめんべいのロゴを表示している。

## 廃止路線
ここでは西鉄バス筑豊および西鉄バス遠賀が発足した2001年（平成13年）8月1日以降に廃止されたバス路線を対象とする（以前に廃止された路線は可能な限り西暦を表示）。なお、バス停や施設等の名称は廃止当時のものとする。

### 飯塚本社
- 飯塚バスターミナル→片島四角→勝盛町→飯塚農協→九工大飯塚キャンパス入口→二瀬本町→伊岐須→伊岐須小学校→西伊岐須→東伊川→伊川道→上伊川→蓮台寺→坂の下

- 特急でんえもん号：

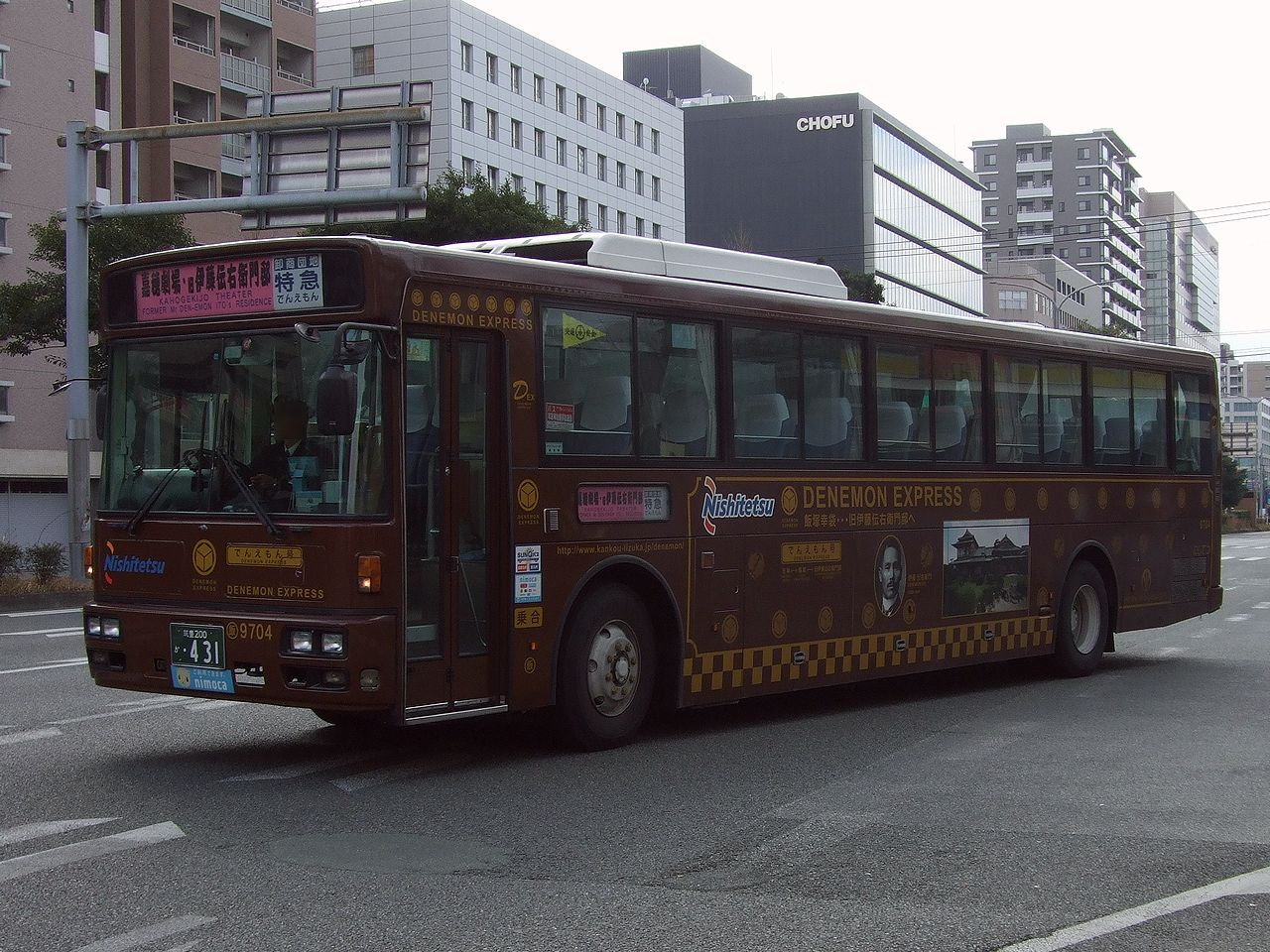
特急「でんえもん号」専用ラッピング車両

  - 西鉄天神高速バスターミナル - （←天神中央郵便局前←） - 中洲 - 蔵本 - （福岡都市高速） - 篠栗北 - （八木山バイパス） - 堀池 - 卸商団地 - 嘉穂劇場入口 - 飯塚バスターミナル - 幸袋・旧伊藤伝右衛門邸前

2015年3月21日のダイヤ改正で運行開始された。飯塚市の嘉穂劇場、旧伊藤伝右衛門邸へのアクセス路線。西鉄天神高速バスターミナル〜卸商団地間はノンストップ特急と同一経路で、卸商団地〜幸袋間は嘉穂劇場入口を通るため県道60号・県道473号・国道211号経由である。1日3往復運行で天神発が午前、幸袋・旧伊藤伝右衛門邸前発が午後に運行された。1往復にはラッピングを施された専用車が使用された。運行当初は新飯塚駅を経由しなかったが、廃止時には停車していた。2020年3月15日のダイヤ改正により廃止。
- 特急：
  - 飯塚バスセンター - 昭和通り一丁目 - 穂波農協 - 天道駅 - 新茶屋 - 出雲 - 阿恵 - 内野 - （冷水バイパス） - 山家 - 朝日東 - 基山駅 - 西鉄鳥栖営業所 - 久留米高専 - JR久留米駅 - 西鉄久留米バスセンター - 信愛女学院

飯塚～久留米を直接結んでいた、通称「冷水特急」。2003年3月に廃止。西鉄久留米～基山間は長らく国道3号線を経由していたが、末期は久留米高専～鳥栖筑紫野道路経由となっていた。久留米側では経路が頻繁に変更されており、東明館高校や小郡・筑紫野ニュータウン（美しが丘・光が丘）を経由していたこともあった。
- 特急：

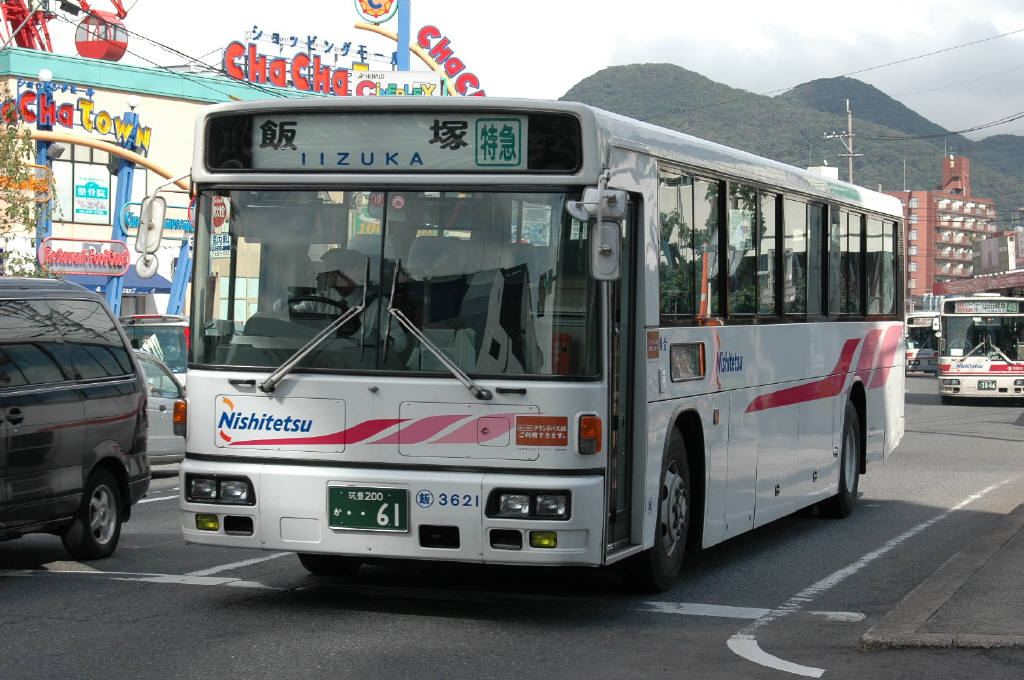
砂津－飯塚特急

  - 砂津－飯塚特急飯塚バスセンター - 新飯塚駅 - 飯塚裁判所 - 頴田 - 中泉口 - 勘六橋 - 直方市役所 - （直方バスセンター - 小倉駅前 - 砂津）※飯塚〜直方間廃止

かつては「高速」を名乗り、小倉砂津バスセンター～直方バスセンター～飯塚バスセンター間を28往復(平日)していた。その内の往復3本が速達便「コスモス号」として、直方バスセンターを立ち寄らずに、飯塚バスセンター～中泉口 - (国道200号線バイパス) - (北九州直方道路) ～小倉砂津バスセンター へ直行していた。
- 特急：
  - 飯塚バスセンター - 幸袋 - 鯰田渡し - 小竹上町 - 御徳橋 - 勘六橋 - 直方市役所 - 直方バスセンター - 西鉄直方 - 福地台団地 - 王子団地 - 緑ヶ丘 - 馬場山西団地 - (北九州直方道路) - 引野口 - 八幡西区役所 - 黒崎バスセンター - (スペースワールド)

西鉄バス都市高速道路の増強時期である1988年に「田川黒崎特急」と共に同路線の「急行」を格上げされる形で新設された。当初は23往復(平日)で運行されていた。その後、北九州市八幡東区に新規オープンした「スペースワールド」に2往復路線延長されるが、利用者の減少により、1993年3月に再び「急行」となり、北九州直方道路を経由せずに国道200号経由となった。また、同時期に「高速」飯塚-小倉線が「特急」に格下げされた(運行経路は維持)。
- 急行:
  - 飯塚バスセンター - 幸袋 - 鯰田渡し - 小竹上町 - 御徳橋 - 勘六橋 - 直方市役所 - (直方バスセンター - 西鉄直方 - 上新縄手 - 緑ヶ丘 - 香月東口 - 町上津役 - 引野口 - 黒崎バスセンター) - 製鉄西門前 - 中央二丁目 - 荒生田 -到津遊園前 - 南小倉駅前 - 三萩野 - 平和通り - 小倉砂津バスセンター

通称(筑豊-北九州線)。田川急行線と共に1960年代から運行された伝統路線。「高速」飯塚-小倉路線開設時、黒崎～小倉間が廃止されたと同時に、飯塚-黒崎間の「特急」(北九州直方道路経由)として格上げされた。また、田川-黒崎間「特急」も新設された。その後、利用者減少に伴い1993年に再び「急行」に格下げされ、北九州直方道路経由から国道200号経由に戻された。しかし利用者減少の改善には至らず、飯塚バスセンター ～直方バスセンター間が廃止された。現在は、直方バスセンター ～ 黒崎バスセンター間の運行となっている。
- □1：
  - （新飯塚駅 - 飯塚バスターミナル - 西鉄飯塚工場 - 幸袋・旧伊藤伝右衛門邸前 - 鯰田渡 - 目尾（しゃかのお） - 小竹上町） - 七福 - 新多 - 毛勝　※2019年9月30日限りで小竹上町～毛勝間のみ廃止。
  - (嘉穂病院／平恒／飯塚工業団地 - 穂波農協 - 飯塚バスセンター - 西鉄飯塚工場 - 幸袋支所 - 鯰田渡 - 目尾 - 小竹上町 - 頴田病院 - 明治坑 - 小峠 - 赤池工業団地) - 赤池駅
    - 穂波方面(嘉穂病院、平恒および飯塚工業団地)と小竹方面(新多、毛勝、赤池工業団地および赤池駅)で一部直通運転していた。

- □2：
  - （飯塚バスセンター - 西相田） - 上相田 - 大山　※末端の西相田〜大山間のみ廃止。
    - 相田方面(大山および西相田)と東ヶ丘団地で直通運転していた。

  - （飯塚バスセンター - 赤坂橋） - 筑前庄内駅 - 筒野　※末端の赤坂橋〜筒野間のみ廃止。
    - 伊川方面(坂の下および福祉センター)と庄内方面(赤坂橋および筒野)で直通運転していた。

  - 飯塚バスセンター - 飯塚商店街 - 東徳前 - 枝国二区（ジャスコ穂波店） - 嘉穂高校 - 花咲台 - 後牟田 - (二瀬本町 - 伊岐須 - 伊岐須小学校 - 西相田)
  - （西相田 - 飯塚バスターミナル - 新飯塚駅 - 笠松陸橋 - 中島組） - 山内（さんない） - 東ヶ丘団地 - 柏の森ヒルズ　※2020年9月30日限りで中島組～柏の森ヒルズ間のみ廃止。柏の森ヒルズでは山内→東ヶ丘団地→柏の森ヒルズ→山内のループ運行となっていた。

- □3:
  - 松尾 - （明治坑 - 頴田役場 - 頴田病院 - 鯰田 - 浦田 - 立岩 - 新飯塚駅 - 飯塚バスセンター）

かつては直方・飯塚間を武谷経由で結んでいた路線の一部で、末端部分の松尾発着が早朝6時台に1本だけ運行されていたが、2003年3月限りで廃止。
- （明治坑 - 頴田病院 - 浦田 - 新飯塚駅 - 飯塚バスターミナル - イオン穂波ショッピングセンター前） - 潤野下区 - 蓮台寺 - 坂の下
- （愛宕団地集会所 - 浦田 - 新飯塚駅 - 飯塚バスターミナル - イオン穂波ショッピングセンター前） - 潤野下区 - 蓮台寺 - 坂の下
- 吉北団地 - 山の谷 - 鯰田渡 - 鯰田駅 - 川島 - 嘉穂東高校 - （飯塚市役所 - 新飯塚駅 - 飯塚バスターミナル - イオン穂波ショッピングセンター前 - 潤野下区 - 飯塚市立病院 - 明星寺団地）

- □ 快速3：（快速区間 飯塚バスターミナル→嘉穂高校）
  - （明治坑→頴田病院→浦田→新飯塚駅→飯塚バスターミナル→嘉穂高校→嘉穂高校入口）→潤野下区→蓮台寺→坂の下

2020年9月30日限りで潤野下区～坂の下間、飯塚裁判所～吉北団地間のみ廃止。
- □20：
  - （飯塚バスセンター - 小竹上町） - 小竹町役場 - 小竹駅 - 勝野駅 - 直方裁判所 - 勘六橋 - 直方市役所 - 津田町 - 直方バスセンター

かつては、同区間の「特急・急行」も設定されており、直方バスセンター ～ (国道211号) ～ 黒崎バスセンター ～ (路面電車通り) ～ 小倉砂津バスセンター まで運行されていた。尚「特急」は、黒崎バスセンターに立ち寄らず、北九州直方道路経由で小倉砂津バスセンターへ直行していた。その後「高速」へ格上げされた。
- □21：
  - (飯塚営業所 - 飯塚市役所 - 新飯塚駅 - 飯塚バスセンター - 西鉄飯塚工場 - 幸袋支所(現：幸袋・旧伊藤伝右衛門邸前) - 鯰田渡 - 目尾 - 小竹上町 - 頴田病院 - 明治坑 - 小峠 - 赤池工業団地) - 赤池ニュータウン - 金田駅

- □無番：
  - （飯塚バスセンター - 伊岐須 - 坂の下） - 八木山本村 - 二瀬川 - 城戸 - 山手 - 山王 - 日の浦口（西鉄バス筑豊篠栗車庫）

### 直方支社
特急：小倉 - 直方線
都市高速・国道200号経由で北九州市小倉と直方市を結ぶ路線。近距離高速バス用の車両で運行する。直方支社担当。かつては飯塚バスセンターまで運行していたが、2011年4月1日付で直方バスセンター - 飯塚バスセンター間が廃止され、同時に西鉄バス筑豊の自社路線となった。また、北九州高速4号線が日本道路公団管理の一般有料道路だった1991年までは、高速バスとして運行されていた。
- 砂津 - 小倉駅 - 平和通り - 三萩野 -高速千代ニュータウン - 馬場山ランプ入口 - 緑ケ丘 - 山浦 - 中牟田 - 王子団地 - 福智台団地 - 西鉄直方営業所 - 直方バスセンター

※平日の始発便のみの運行
- 直方バスセンター→西鉄直方営業所→福智台団地→王子団地→中牟田→山浦→緑ヶ丘→馬場山ランプ入口→高速千代ニュータウン→三萩野→平和通り→小倉駅入口→小倉駅前(高速バス専用)→平和通り→三萩野→高速千代ニュータウン→馬場山ランプ入口→緑ヶ丘→山浦→中牟田→王子団地→福智台団地→西鉄直方営業所→直方バスセンター

上記の小倉駅ループ系統を新設した。
2022年4月1日のダイヤ改正で廃止された。
- □1：
  - （直方バスセンター - 筑鉄直方 - 貴船 - 天神橋） - 植木三角 - 中島橋 - 木屋瀬電停 - 笹田
- □2：
  - （直方バスセンター - 中原 - 道目木） - 内ヶ磯口 - 内ヶ磯
  - （直方バスセンター - 中原 - 道目木） - 内ヶ磯口 - 竜王峡
- □3：
  - （直方バスセンター - 出口 - 道目木） - 内ヶ磯口 - 内ヶ磯
  - （直方バスセンター - 出口 - 道目木） - 内ヶ磯口 - 竜王峡
- ■ 7：
  - （直方 - 勘六橋 - 溝堀三丁目 - 筑前上境 - 永満寺団地） - 永満寺 - 内ヶ磯（うちがそ）※2020年9月30日限りで永満寺～内ケ磯間のみ廃止。

- □10：
  - 直方 - 須崎町 - 筑鉄直方 - 須崎町 - 津田町 - 直方市役所 - 勘六橋 - 鴨生田公園 - 百合野 - 百合野団地 - 向原 - 鶴田 - 北校下 - 磯光 - 欅原 - 松尾 - 石炭記念館前 - 筑前宮田（筑前宮田駅跡） - 宮若市役所　※須崎町 - 筑鉄直方間は重複運行

通称宮田線。2020年9月30日限りで全線廃止となった。宮若市宮田地区へはJR九州バスも運行されており、こちらの方が運賃・所要時間、運行回数とも優位である。西鉄バスは宮田地区南端の磯光、鶴田地区を迂回するルート設定となっている。
かつては宮田地区北部の倉久～中有木、古くは赤間営業所、十石まで路線が伸びており、共立病院経由、中有木〜宮田役場（現・宮若市役所）便も存在した。後に、直方〜宮田役場（現：宮若市役所）間と宮田役場（現：宮若市役所）〜中有木〜福丸間は分離され運行は続いたものの、利用客の減少に伴い、宮若市役所より以遠の路線はすべて廃止（撤退）された。
- □12:
  - （直方バスセンター - 筑鉄直方 - 貴船 - 天神橋） - 植木三角 - 中島橋 - 木屋瀬四角 - 木屋瀬電停 - 星ヶ丘 - 木屋瀬電停 - 木屋瀬四角
- □14:
  - 直方バスセンター - 日の出橋 - 青果市場 - 下境団地
  - 直方バスセンター - 日の出橋 - 教会前 - もちきち - 下境団地
- □21:
  - 直方バスセンター - 津田町 - 直方市役所 - 勘六橋 - 直方裁判所 - 勝野駅 - 小竹駅 - 小竹町役場 - 小竹郵便局 - 新多 -（七福団地）- 毛勝
- □51:
  - 直方バスセンター - 津田町 - 直方市役所 - 勘六橋 - 溝堀三丁目 - 猿田 - 藤棚 - 武谷 - 中泉団地
  - 直方バスセンター - 津田町 - 直方市役所 - 勘六橋 - 溝堀三丁目 - 猿田 - 藤棚 - 武谷 - 木浦岐 - 松尾 - 東勢田 - (勢田橋 - 頴田役場 - 石丸 - 鯰田 - 浦田 - 立岩 - 新飯塚駅 - 飯塚バスセンター)

かつては51番として武谷・権現堂・木浦岐・松尾・明治坑の停留所があり飯塚まで運行されていた。1990年代初頭には武谷〜松尾間は廃止、この廃止区間は高速（当時）小倉〜飯塚線のバスとほぼ似た経路を通っていた。廃止区間以外は旧道を中心とした住宅地を進むルートとなっていた。
- □60:
  - 直方バスセンター - 須崎町 - 筑鉄直方 - 知古三丁目 - 貴船 - 天神橋 - 植木三角 - 中島橋 - 平池 - 中の江 - 今村 - 曲の手 - 下大隈 - 垣生 - 新手 - 徳若 - 筑鉄中間 - 昭和町 - 中間駅西口 - 岩瀬 - 大膳橋 - 吉田東 - 吉田グラウンド - 鯉口 - 頃末 - 日吉台下 - 折尾駅 - 折尾光明 - 折尾車庫

かつては黒崎バスセンターまで運行されていた。1980年代は10往復程度設定されていたが、JR後の筑豊本線の高頻度運転、また、住宅の少ない遠賀川沿いを走行するため利用者が少なく、筑鉄中間までの路線短縮を経て、1990年代初頭に廃止された。八幡営業所と運用していたが、その後、香月営業所開設時に移管されたが、短期間で廃止された。
- □65:
  - 遠賀川駅前 - 木守 - 浅木小学校 - 浅木 - 宮野前 - 虫生津 - 白水 - 古門入口 - 石堀端 - 古月保育園 - 弥生 - 猪倉 - 中山西区 - 鞍手役場 - 新北 - 八尋 - 室木
    - ※日本国有鉄道 室木線代替路線

国鉄室木線廃止後、1998年まで運行された。香月営業所管轄であった□65(廃止)折尾～遠賀保健所～通谷～中間営業所とは別路線であった。
- □66:
  - 直方バスセンター - 須崎町 - 筑鉄直方 - 知古三丁目 - 貴船 - 天神橋 - 植木三角 - 中島橋 - 植木駅 - 光田 - 老良 - 小牧 - 鞍手駅 - 中央公民館 - 鞍手局 - 鞍手車庫

筑豊本線に最も近い沿線を運行し、廃止前には鞍手駅を経由していた。現行■66とは別路線であった。
- □68:
  - (直方バスセンター - 須崎町 - 筑鉄直方 - 知古三丁目 - 貴船 - 天神橋） - 植木踏切 - コスワエ - 京の上 - （中山口 - 立林 - 中山 - 鞍手局 - 鞍手車庫 - 鞍手役場 - 中山西区 - 猪倉 - 弥生 - 古月保育園 - 石堀場 - 古門入口 - 白水 - 虫生津 - 宮野前 - 浅木 - 浅木小学校 - 木守 - 遠賀川駅前) - 遠賀川橋 - 立屋敷 - 水巻駅前(直方方面のみ)/伊豆神社(折尾方面のみ) - 頃末 - 日吉台下 - 折尾駅 - 折尾光明/折尾東団地 - 折尾車庫

通称(中山・中間線/遠賀地区経由)。1980年代は1時間に1本程運転されていた。1990年初頭に遠賀川駅迄に路線短縮された。直方～遠賀川駅間は、現在も1時間に1-2本運行されている。詳細は、現行路線 ■68を参照。
- □69:
  - (直方バスセンター - 須崎町 - 筑鉄直方 - 知古三丁目 - 新正橋 - 松芳 - 亀の甲 - 前田 - 篠振 - 新入大橋 - 新入本村 - 神崎 - 中山口 - 立林 - 中山 - 鞍手局 - 鞍手車庫 - 鞍手役場 - 中山西区 - 猪倉 - 弥生 - 古月保育園前) - 底井野 - 砂山口 - 垣生駅 - 徳若 - 筑鉄中間 - 昭和町 - 中間駅西口 - 岩瀬 - 大膳橋 - 吉田東 - 吉田グラウンド - 鯉口 - 頃末 - 日吉台下 - 折尾駅 - 折尾光明/折尾東団地 - 折尾車庫
  - (直方バスセンター - 須崎町 - 筑鉄直方 - 知古三丁目 - 新生橋 - 松芳 - 亀の甲 - 前田 - 篠振 - 新入大橋 - 新入本村 - 神崎 - 中山口 - 立林 - 中山 - 鞍手局 - 鞍手車庫 - 鞍手役場 - 中山西区 - 猪倉 - 弥生 - 古月保育園前) - 底井野 - 砂山口 - 垣生駅 - 徳若 - 筑鉄中間 - 宮林 - 中間営業所

通称(中山・中間線)。1980年代は、1時間に1本程運行されていた。直方～折尾間を鞍手地区、中間地区経由で結んだ長距離路線であったが、利用者減少により、大膳橋、筑鉄中間と路線短縮、本数削減を経て廃止された。直方～古月保育園前間は、現行路線 ■66に引き継がれている。
- □75：
  - 直方 - 須崎町 - 筑鉄直方 - 知古三丁目 - 直方第三中学校入口 - 貴船 - パワータウン前（新入駅） - 天神橋 - 植木 - 牟田池前 - 天神山 - 石山谷 - 五反田 - 神崎 - 中山口  - 田頭 - 田町 - 新北（にぎた） - 永瀬 - くらじの郷 - 島 - 泉水 - 新延（にのぶ）小学校 - 六反田 - 七ヶ谷 - 観音谷 - 永谷天満宮 - 猿田峠 - 高六 - グローバルアリーナ - 高六 - 平山口 - 中の尾 - 吉留 - 武丸道 - 太郎坊橋 - 石丸 - 赤間上町 - 赤間バスセンター（教育大前駅）　※高六 - グローバルアリーナ間は重複運行。

通称(直方〜鞍手〜宗像線)。2020年9月30日限りで利用客減少を理由に廃止となった。直方支社の一般路線では唯一宗像地区を走行する（赤間営業所 - 高六 - グローバルアリーナ - 高六）。赤間営業所の真下にはJR九州の教育大前駅が所在する。かつては赤間営業所から泉ヶ丘およびネオポリス一丁目まで運転されていた（当時はグローバルアリーナを経由せず）。また西鉄バス宗像赤間本社も担当していた。なお、西鉄バス宗像が担当する同じ行先番号の75番の泉ヶ丘始発便は赤間（急行）福岡線として扱われている。旧路線名は西川線だったが、2014年2月1日の直方駅ロータリー内のバス乗り場使用開始に合わせて現行の名称に変更された。
2011年10月1日より鞍手町内において経路を一部変更。西川診療所前バス停は廃止され「くらじの郷」前経由となった。なお「くらじの郷」前バス停では鞍手町コミュニティバス「すまいるバス宮若線&まちなか線」及び（鞍手町民のみ利用可能な）予約制デマンドタクシー「もやいタクシー泉水線&長谷線」に接続しており、鞍手町民については相互間乗り継ぎ割引が適用される（すまいるバスに乗り継ぐと鞍手駅へのアクセスが可能）。赤間営業所に発着する路線バスのうち、この路線のみ「赤間バスセンター」と行先表示、車内放送で案内していた。

#### 鞍手町すまいるバス
- 倉坂線：倉坂 - 鞍手町役場 - 鞍手駅
- 泉水線：永谷 - 泉水 - 鞍手町役場 - 鞍手駅

2020年4月より鞍手町民のみ利用可能な予約制デマンドタクシー「もやいタクシー」に転換された。

#### 宮若市乗合バス
- □20:
  - 百合野団地 - 向村 - 鶴田 - 北校下 - 磯光 - 欅原 - 松尾 - 石炭記念館前 - 筑前宮田 - 宮若市役所

2013年（平成25年）4月より宮若市内の中学校が従来の4校から2校へ統廃合されたことによって新設された路線。既設の10番系統と同一ルートを辿る。但し10番系統とは運賃体系が異なり中学生までは小人運賃で乗車できるが、電子マネーや筑豊エコルカード、グランドパスといった西鉄の企画乗車券での乗車は出来ない。2020年10月より運行会社が誠心物流に変更となった。
- □30:
  - 百合野団地 - 向村 - 水町 - 鍋田団地 - 県営宮田団地前 - 欅原 - 松尾 - 石炭記念館前 - 筑前宮田 - 宮若市役所

2013年（平成25年）4月より宮若市内の中学校が従来の4校から2校へ統廃合されたことによって新設された路線。向村 - 欅原間は貝島炭鉱の立坑跡を辿る。20番系統と同じく中学生までは小人運賃で乗車できるが、電子マネーや筑豊エコルカード、グランドパスといった西鉄の企画乗車券での乗車は出来ない。尚、2013年（平成25年）の夏季休暇中より水町への乗り入れを開始した。2021年4月より運行会社が誠心物流に変更となった。

### 田川支社
筑豊(急行)福岡線
- 急行： 
  - 博多バスターミナル - 福岡空港国内線ターミナル南・北 - 北本町（きたほんまち） - 原町（原町駅） - 長者原（長者原駅） - 粕屋警察署前 - 篠栗北 - 山王 - （八木山バイパス） - 堀池 - 卸商団地 - 飯塚バスターミナル - 飯塚病院 - 新飯塚駅 - ポリテクセンター飯塚 - 近畿大学 - 庄内鳥羽 - 仁保 - 筑豊遊園 - 糸田口 - 道の駅いとだ・中村美術館前 - 見立 - 角銅原 - 弓削田 - 西鉄後藤寺

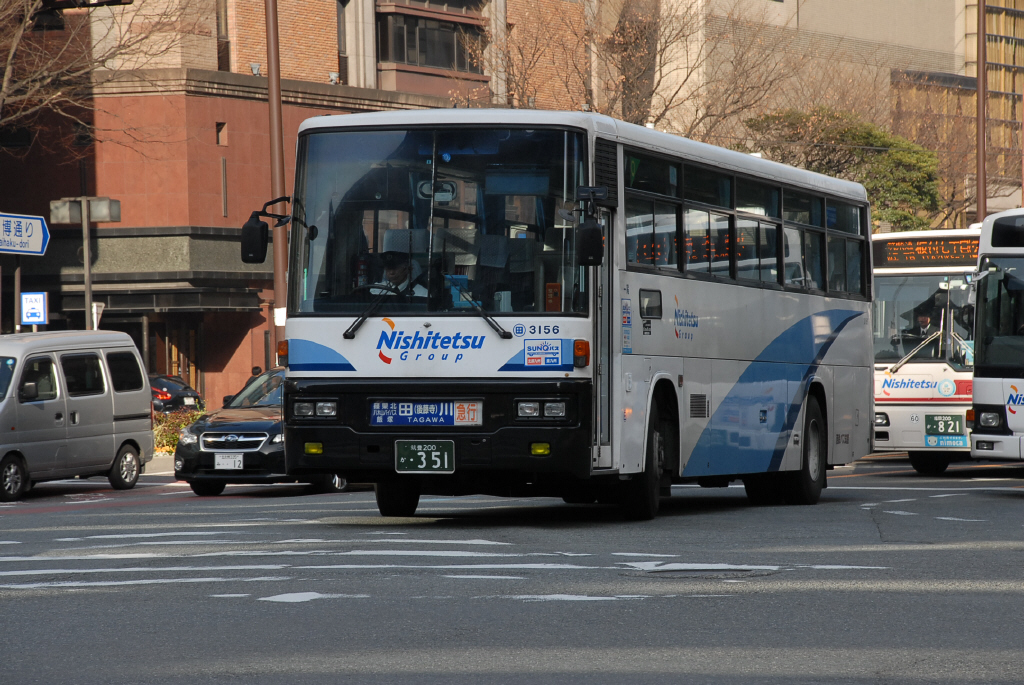
急行　田川支社担当

全便田川支社の担当。かつては天神バスセンター発着もあり、八木山バイパスは通らず、県道607号線と国道201号旧道（八木山峠）を越える「急行」と、八木山バイパス経由の「バイパス急行」が運行されていた。飯塚発着の31番を統合し全便が八木山峠・篠栗（日の浦口）経由となっていたが、2004年にバイパス経由に変更された。2009年のダイヤ改正で新飯塚駅発着が1日2往復設定された。後藤寺バスセンター廃止に伴い、2016年10月1日のダイヤ改正でこれまでの後藤寺バスセンター発着が西鉄後藤寺営業所発着に変更された。
福岡空港と筑豊を結ぶ。北本町、庄内鳥羽、見立、弓削田バス停はこの路線のみ停車する。2010年4月1日より新設された堀池にも停車するようになった。2019年3月16日のダイヤ改正で、筑豊自動車登録事務所・ねずが池のバス停が廃止された。卸商団地～飯塚バスターミナル間はノンストップ特急と異なり嘉穂劇場入口を経由しない。
近距離高速バス用の車両で運行する。2012年4月1日より西鉄バス筑豊の自社路線となった。
博多バスターミナルから乗車した場合、福岡空港で降車するより、北本町で下車したほうが運賃が安くなる。珍しい運賃制度の路線でもある。
2021年10月1日のダイヤ改正で廃止された。
田川(特急)黒崎線
- 特急：
  - 後藤寺バスセンター - 田川市役所 - 日の出町口 - 伊田本町口 - 伊田駅 - 金川農協 - (田川直方バイパス) - 西鉄直方 - 福智台団地 - 王子団地 - 緑ヶ丘 - 馬場山西団地 - (北九州直方道路) - 引野口 - 八幡西区役所 - 黒崎バスセンター - (スペースワールド)   ※全停留所掲載

西鉄バス都市高速路線の増強時期である1988年9月に「飯塚黒崎特急」と共に新設された。当初6往復設定で直方バスセンターには立ち寄らなかった。田川～黒崎間を55分で結び速達性をアピールしたが、乗客に伸び悩み、廃止直前には、3往復までに減便され、直方バスセンター経由に変更となり(1往復は直方バスセンター止)、田川直方バイパスに「方城」を新設、北九州市八幡東区に新規オープンした「スペースワールド」に路線延長するが、乗客改善に至らず1993年3月に廃止された。その後、田川バスセンター ～ 直方バスセンター間に□50が新設されるが、平成筑豊鉄道との競合の末、金川農協までの区間短縮を経て廃止された。
田川(急行)小倉線 ※黒崎経由
- 急行：
  - 後藤寺バスセンター - 田川市役所 - 日の出町口 - 伊田本町口 - 伊田駅 - 糒 - 金田駅 - 赤池橋- 中泉 - 溝堀三丁目 - 勘六橋 - 直方市役所 - 直方バスセンター - 木屋瀬四角 - (緑ヶ丘 - 香月東口 - 町上津役 - 引野口 - 黒崎バスセンター) - 製鉄西門前 - 中央二丁目 - 荒生田 - 到津遊園前 - 南小倉駅前 - 三萩野 - 平和通り - 小倉砂津バスセンター

通称(筑豊-北九州線)。飯塚急行線と共に1960年代から運行された伝統路線。直方～緑ヶ丘間は、国道200号ではなく、遠賀川沿いの県道、木屋瀬地区を経由していた。1970年代後半から利用者が減少し、直方～緑ヶ丘間が飯塚急行と同じ国道200号経由に変更され、また、黒崎バスセンター迄に路線短縮となった。その後も利用者は改善されずに、田川-黒崎間を8往復に減便され、1981年に廃止された。しかし、西鉄バス都市高速路線の増強時期である1988年9月に「特急」として再設定された。
田川(快速)小倉線
- 快速：

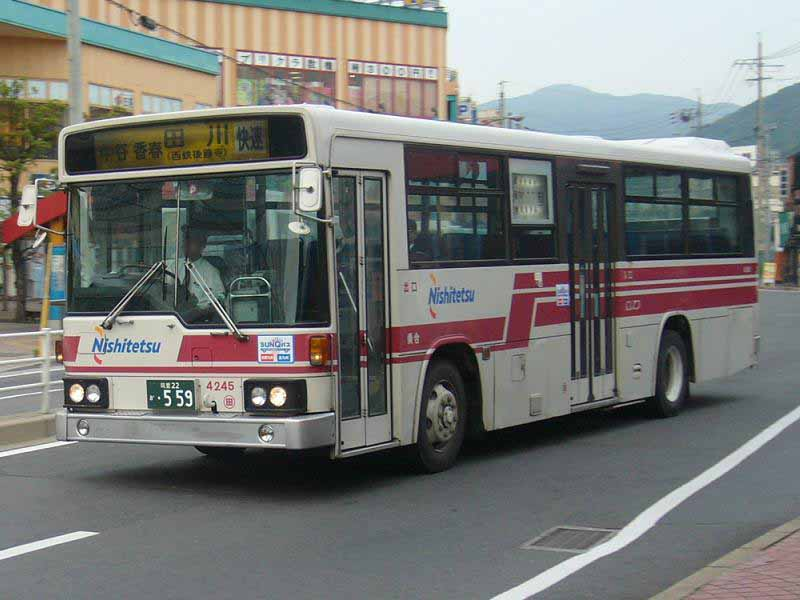
小倉～香春～後藤寺快速

- - 西鉄後藤寺 - 後藤寺 - 田川市役所 - 石炭記念公園口 - 伊田駅 - 新橋 - （田川）東町 - 一本松 - 香春 - 香春本町 - 採銅所 - 頂吉越 - 呼野駅 - 平尾台入口 - 山ケ迫 - 石原町 - 中谷 - 長行校下 - 徳力嵐山口駅 - 志井入口 - 徳力団地口 - 守恒 - 北方・北九州大学前 - 富士見町 - 三萩野 - 平和通り - 小倉駅バスセンター - 砂津　　
  - 頂吉越→採銅所→香春本町→香春→一本松→東町→新橋→伊田駅→石炭記念公園口→田川市役所→後藤寺→西鉄後藤寺営業所
- 注：香春本町バス停より京都郡みやこ町内の勝山地区（旧・京都郡勝山町）・行橋市方面には西鉄廃止路線を代替した太陽交通バスが接続。

国道322号を通り、香春町を経て小倉と田川市を結ぶ路線。かつては需要の大きな幹線区であり特急、急行系統とすべての停留所に停車する30番とで運行されていた。しかし、その後沿線人口の減少やJR日田彦山線との競合などで乗客が減少し、大幅な合理化に迫られ、両路線を統合し快速となった。快速区間は砂津（西鉄バス北九州本社） - 中谷（西鉄バス北九州・中谷営業所）の区間のみであり、特に山ケ迫 - （田川）東町の区間はこの路線しかないことから各停扱いとなっている。
なお、以前は田川地区にも快速区間（後藤寺バスセンター - 香春間）が設定されていたが、行先番号35番の田川 - 行橋線が赤字により運行区間短縮・減便となったことから、2008年10月1日より快速区間設定は小倉地区のみとなった。尚、田川 - 行橋線は2011年4月1日付で廃止された。
2009年4月1日付で、路線と車両が本体から移譲され、完全な自社運行路線となった。基本的に大型車を使用していたが、2016年からは中型車による運用が多くなってきていた。
早朝の田川行きのみ、頂吉越（かぐめごし）始発の区間便が2本運行される。2013年9月までは中谷始発で運行されていた。2000年代前半ごろまでは五反田→後藤寺、香春の区間便も運行されていた。2015年12月1日、1日18往復から1日16往復に減便。これに伴い運行時刻も変更となった。2017年10月1日に減便と中谷以北の運行廃止を行い、路線名も「西鉄後藤寺～中谷線」に変更。
- ■ 特快:
  - 西鉄後藤寺 - 後藤寺 - 田川市役所 - 日の出町口 - 伊田駅 - 香春 - 採銅所 - 中谷 - 徳力嵐山口駅 - 守恒駅 - 北方駅 - 三萩野 - 平和通り - 小倉駅バスセンター - 砂津

※現存する快速系統とは別に朝は砂津行き、夕は田川行きのみ運行。経路も異なり砂津→中谷までは高速なかたに号と同経路、中谷からは国道322号線バイパスを走行し採銅所まではノンストップ、以後は後藤寺まで同経路だった。通勤需要を取り込もうとした路線であったが1年ほどで廃止された。
西鉄後藤寺～中谷線
- 無番
  - 西鉄後藤寺営業所 - 後藤寺 - 田川市役所 - 石炭記念公園口 - 伊田駅 - 新橋 - 東町 - 一本松 - 香春 - 香春本町 - 採銅所 - 頂吉越 - 呼野駅 - 平尾台入口 - 山ケ迫 - 石原町 - 中谷
  - 西鉄後藤寺営業所→後藤寺→田川市役所→石炭記念公園口→伊田駅→新橋→東町→一本松→香春→香春本町→採銅所→頂吉越

2017年9月30日をもって田川(快速)小倉線が廃止されたことに伴い、規模を縮小した形で2017年10月1日より運行開始となった路線。小倉直通時代と違って本数はおよそ半分に減便された（概ね2時間に1本）。基本的に中型車を使用する。また、西鉄後藤寺営業所→頂吉越の区間便が、片道のみ(平日最終便)設定されている（頂吉越到着後は西鉄後藤寺営業所へ回送）。
2021年10月1日改正で廃止。東町～新道間は筑豊（特急）福岡線を香春町役場まで延伸することで存続、頂吉越～中谷間は西鉄バス北九州の東谷 - 徳力線が1年半試行運行されたのち、北九州市のおでかけ交通に移行。香春～採銅所間は香春町コミュニティバスに、採銅所～金辺トンネル間は地域住民限定の香春町のりあいタクシーに移行した。
- □1:
  - 西鉄後藤寺 - 後藤寺バスセンター - 商工会議所 - 大浦
  - 金田平原団地 - 日吉町 - 松原 ‐ 後藤寺バスセンター - 商工会議所 - 上本町 - 大浦 ‐ 今丸
    - 大浦方面の廃止および□5廃止の後に□1と□3の通し運転を開始
- □3:
  - 平原方面→伊田駅→日の出町口→後藤寺バスセンター - 桜町 - 籾井社宅 - 糸田原 - 糸田町役場 - 真岡
    - □3と□5の通し運転。□5の廃止および□1大浦方面の廃止の後に□1と□3の通し運転を開始
- □5:
  - 西鉄後藤寺 - 後藤寺バスセンター - 日の出町口 - 伊田駅 - 平原 ‐ 城山団地 ‐ 城山町
  - 西鉄後藤寺 - 後藤寺バスセンター - 日の出町口 - 伊田駅 - 平原 ‐ 砥石 ‐ 田中
  - 真岡→糸田町役場→糸田原→籾井社宅→桜町→後藤寺バスセンター - 日の出町口 - 伊田駅 - 平原方面
    - □3と□5の通し運転

  - 船尾駅 - 後藤寺バスセンター - 日の出町口 - 伊田駅 - 平原方面
- □8:
  - 後藤寺バスセンター - 西鉄後藤寺 - 弓削田 - 位登 - 金国 - 猪位金 - 大法山口 - 坂谷 - 大谷口 - （山田）大橋 - 西鉄上山田 - 上山田
  - 後藤寺バスセンター - 西鉄後藤寺 - 弓削田 - 位登産業 - 位登 - 三ヶ瀬 -  田川青果市場 - 商工会議所 - 後藤寺バスセンター ※ループ線

かつて1970年代は「61番」を名乗り、1時間に1便程、上山田まで運行されていた。末期は後藤寺バスセンター～坂谷間が平日2往復のみ残されていたが、2010年9月30日限りで廃止となった。
- □9:
  - 西鉄後藤寺 - 後藤寺バスセンター - 商工会議所 - 三ヶ瀬 - 金国 - 猪位金 - 大法山口 - 坂谷 - 大谷口 - （山田）大橋 - 西鉄上山田 - 上山田
  - 後藤寺バスセンター - 商工会議所 - 三ヶ瀬 - 位登 - 位登八幡 - 位登産業 - 弓削田 - 西鉄後藤寺 - 後藤寺バスセンター ※ループ線

かつて1970年代は「60番」を名乗り、1時間に1便程、上山田まで運行されていた。
- □10:
  - （西鉄後藤寺 - 後藤寺バスセンター - 川崎 - 添田駅） - 西鉄添田 - 畑川 - 豊前桝田駅 - 彦山駅 - 銅の鳥居 - 別所 - 英彦山神宮下 - 別所 - 英彦山青年の家 - 豊前坊
  - 西鉄添田 - 上中元寺 ‐ 陣屋
  - 西鉄添田 - 下中元寺 ‐ 中津橋
- □11:
  - 西鉄添田 - 戸立峠 ‐ 津野支所 ‐ 山口橋
- □12:
  - 西鉄後藤寺 - 後藤寺バスセンター - 伊田駅 - 勾金 ‐ 津野支所 ‐ 山口橋
- □15:
  - 西鉄後藤寺 - 後藤寺バスセンター - 田川市役所 - 日の出町口 - 伊田駅 - 新橋 - 古賀町 - 田川高校 - 勾金駅 - 紫竹原 - 下今任 - 今任（今任駅跡）
  - 西鉄後藤寺 - 後藤寺バスセンター - 商工会議所 - 三ヶ瀬 - 田原（たばる） - 豊前川崎駅 - 奥谷 - 豊前川崎駅 - 東川 - 真崎 - 湯遊共和国
- □17:
  - 西鉄後藤寺 - 後藤寺バスセンター - 商工会議所 - 三ヶ瀬 - 池尻駅 - 豊前川崎駅 - 奥谷 - 豊前川崎駅 - 東川 - 真崎 - 上安宅
- □18:
  - 西鉄後藤寺 - 後藤寺バスセンター - 田川市役所 - 日の出町口 - 伊田駅 - 新橋 - 古賀町 - 経塚 - 下今任 - 今任 - 大任役場 - 大行事橋 - （伊原 - 添田下町 - 添田郵便局 - 添田駅）/田川商業高校（後の添田下町） - 西鉄添田
- □19:
  - 西鉄後藤寺 - 後藤寺バスセンター - 田川市役所 - 日の出町口 - 伊田駅 - 下伊加利 - 田中 - 安永 - (新城 - 庄 - 添田)
- □22：
  - （西鉄後藤寺→後藤寺バスセンター→桜町）→宮床→豊前大熊駅→（金田駅→方城→金川農協→夏吉橋→西鉄伊田→伊田駅→後藤寺降車場→西鉄後藤寺）
- □35:
  - 西鉄後藤寺 - 後藤寺バスセンター - 田川市役所 - 日の出町口 - 伊田駅 - 新橋 - 東町 - 一本松 - （香春）新道 - 香春 - 香春本町 - 鏡山 - 呉 - 新仲哀トンネル - 新勝山（しんかつやま） - 行橋駅
  - 西鉄後藤寺 - 後藤寺バスセンター - 田川市役所 - 日の出町口 - 伊田駅 - 新橋 - 古賀町 - 田川高校 - 勾金駅 - 中津原 - （香春）新道 - 香春 - 香春本町 - 鏡山 - 呉 - 新仲哀トンネル - 新勝山 - 行橋駅
- □40:
  - 後藤寺バスセンター - 西鉄後藤寺 - 弓削田 - 糸田口 - 仁保 - 近畿大学 - 新飯塚駅 - 飯塚

※急行：福岡 - 筑豊線用の車両を使用した、間合い運用と飯塚への送り込みを兼ねた系統。時期にもよるが1日1～2往復程度。後藤寺 - 飯塚間の急行と同じルートを各停で運行。
- □50:
  - 西鉄後藤寺 - 後藤寺バスセンター - 田川市役所 - 日の出町口 - 伊田駅 - 下伊田 - 棚木 - 金川農協 - 方城 - 上野 - 猿田 - 溝堀三丁目 - 勘六橋 - 直方市役所 - 直方バスセンター

1988年9月より約5年間、田川黒崎「特急」として北九州市八幡西区の黒崎バスセンターまで運行された路線の廃止後に、田川～直方間(田川直方バイパス経由)に6往復新設されるが、平成筑豊鉄道との競合により利用者が伸び悩み、金川農協までに短縮され、その後廃止された。上野～猿田間はバス停留所間が非常に長く、約6km程離れていた。
- □55：
  - 西鉄後藤寺 - 後藤寺バスセンター - 田川市役所 - 日の出町口 - 伊田駅 - 下伊田 - 棚木 - 糒 - 上金田 - 金田駅 - 人見橋 - 赤池橋 - 赤池役場 - 市場校 - 井上 - 大浦橋 - 中泉 - 猿田 - 溝堀三丁目 - 勘六橋 - 直方市役所 - 直方バスセンター

県道22号(旧道)経由で直方バスセンターに至る路線であり、1時間に1便程運行されていた。かつては同区間の「急行」も設定されており、黒崎バスセンター経由で小倉砂津バスセンターまで運行されていた。

#### 金田・方城線
いずれも2023年10月1日ダイヤ改正で廃止。代替措置として春日橋・後藤寺小学校・平松・中央町・南大通りの各停留所には筑豊特急を停車させる事で存置している。
- □1：
  - 西鉄後藤寺営業所 - 後藤寺 - 田川市役所 - 美術館口 - 松原 - 長浦 - 長浦北 - 田川科学技術高校 - 田川市立病院 - 日吉町 - 金田平原団地（かなだひらばるだんち）
  - 西鉄後藤寺営業所 - 後藤寺 - 田川市役所 - 美術館口 - 松原 - 田川メルクス前 - 長浦北 - 田川科学技術高校 - 田川市立病院 - 日吉町 - 金田平原団地
- □3：
  - 西鉄後藤寺営業所 - 後藤寺 - 桜町 - 籾井社宅 - 糸田原 - 糸田町役場 - 真岡（しんおか）

※1番と3番は通し運転であるため、春日橋で番号が変わる。
2016年10月1日の後藤寺バスセンター閉鎖に伴い、西鉄後藤寺営業所始発の筑豊特急・筑豊急行乗り継ぎ利便のため西鉄後藤寺営業所経由となった。1番の田川メルクス前経由便は日中のみ運行（朝・夕は長浦経由となる）。
- □22・□23：
  - 西鉄後藤寺営業所→春日橋→後藤寺→田川市役所→伊田駅→夏吉→金川農協→方城支所→伊方橋(23→22)→金田駅→福智町役場→伊方橋→方城支所→金川農協→夏吉→伊田駅→田川市役所→後藤寺→春日橋→西鉄後藤寺営業所

かつて循環線であったことの名残で、金田駅で番号が変わる。2016年10月1日の後藤寺バスセンター閉鎖に伴うダイヤ改正で現在の運行系統へ変更になった。

### 大隈車庫
- 所在地：嘉麻市中益419-1
- 最寄りバス停留所：西鉄大隈営業所
- 営業所表記：【○隈】
- 事業所廃止：2018年（平成30年）9月30日[2]

- □1:
  - 桂川駅 - 新茶屋 - 土居別道 - 桂川役場 - 飯田新町 - 碓井郵便局 - 碓井役場 - 西牛隈 - 嘉穂工業高校 - 日吉峠 - 深見 - はぜの木 - 大橋 - 西鉄上山田 - 上山田 - 百々谷 - 百々谷峠 - 上村 - 宮野 - 桑野

1980年代まで上山田から先、百々谷峠経由で桑野まで運行されていたが、上山田までの路線短縮を経て廃止された。
- □10：
  - （飯塚バスセンター - 山野 - 稲築学校 - 漆生 - 牛隈 - 上嘉穂警察署 - 西鉄大隈） - 上嘉穂警察署 - 上才田 - 大力（だいりき）
  - 九郎原→上才田→大力
- □11：
  - （飯塚バスセンター - 山野 - 稲築学校 - 漆生 - 牛隈 - 上嘉穂警察署 - 西鉄大隈） - 足白（あしじろ）車庫
- □12：
  - （飯塚バスセンター - 山野 - 稲築学校 - 漆生 - 牛隈 - 上嘉穂警察署 - 西鉄大隈） - 宮野 - 桑野 - 倉谷橋 - 小石原
  - 大力→上才田→上嘉穂警察署→西鉄大隈→宮野→桑野→倉谷橋
  - 近畿大学前 - 笠松陸橋 - 新飯塚駅 - （飯塚バスターミナル - 嘉穂劇場入口 - 昭和通り二丁目 - 鶴三緒 - 山野 - 稲築学校 - （嘉麻市役所）稲築支所 - 漆生（うるしお） - 漆生本村 - 牛隈 - 嘉麻警察署 - （嘉麻市役所）嘉穂支所 - 西鉄大隈営業所）
- □13:
  - 飯塚バスセンター - 嘉穂劇場入口 - 昭和通り二丁目 - 鶴三緒 - 山野 - 稲築学校 - （鴨生口 - 鴨生 - 銭代坊 - 緑ヶ丘 - 宮地 - 中篭 - 辻 - 下の谷 - 下山田 - 枦ノ木 - 大橋 - 山田交番 - 山田図書館 - 上山田) - 百々谷 - 堀川 - 白木口 - 熊ヶ畑
  - 飯塚バスセンター - 嘉穂劇場入口 - 昭和通り二丁目 - 鶴三緒 - 山野 - 稲築学校 - （鴨生口 - 鴨生 - 銭代坊 - 緑ヶ丘 - 山野社宅）

1990年頃までは、一部の便で熊ヶ畑行きが設定されていた。1970年代後半には、上山田～飯塚バスセンターまでの同区間に「準急」が、朝の通勤時間帯に2本、飯塚方面のみに設定されていた。また、1990年代後半に短期間ではあるが、日祭日に上山田～福岡(天神)に特急が往復4本設定されていた。
- 飯塚バスセンター - 昭和通り二丁目 - 鶴三緒 - 山野 - 稲築学校 - 鴨生口 - 鴨生 - 銭代坊 - 宮地 - 中篭 - 辻 - 下の谷 - 下山田 - 枦ノ木 - 大橋 - 山田交番 - 山田本町通り - 上山田 - 山田本町通り - 山田交番 - 日赤病院 - 山田高 - 原町住宅 - 大隈峠 - 大隈中 - 大隈 - 嘉穂町役場 - 西鉄大隈  1990年頃までは、上山田経由で国道322号、211号を通る西鉄大隈行きが設定されていた。

- □14:
  - 飯塚バスセンター - 嘉穂劇場入口(旧：東町) - 昭和通二丁目 - 穂波農協 - 天道駅 - 新茶屋 - 桂川駅 ‐ 筑穂支所(旧：筑穂町役場) ‐ 筑穂中学校前 ‐ 大分坑
  - 飯塚バスセンター - 東町 - 昭和通二丁目 - 穂波農協 - 天道駅 - 新茶屋 - 桂川駅 ‐ 筑穂町役場 ‐ 筑穂中学校前 ‐ 大分坑 ‐ 馬敷 ‐ 山口茜スキー場口
  - 飯塚バスセンター - 東町 - 昭和通二丁目 - 穂波農協 - 天道駅 - 新茶屋 - 桂川駅 ‐ 筑穂町役場 ‐ 筑穂中学校前 ‐ 大分坑 ‐ (循環 □17飯塚行き)
  - 飯塚バスセンター - 東町 - 昭和通二丁目 - 穂波農協 - 天道駅 - 新茶屋 - 桂川駅 ‐ 筑穂中学校前 ‐ 筑穂町役場 ‐ (循環 飯塚行き)
- □16:
  - 飯塚バスセンター - 東町 - 昭和通二丁目 - 穂波農協 - 天道駅 - 新茶屋 - 桂川駅 ‐ 筑穂町役場 ‐ 上穂波駅 ‐ 阿恵 ‐ 内野 ‐ 君ヶ畑
  - 大分坑 ‐ 筑穂中学校前 ‐ 筑穂町役場 ‐ 上穂波駅 ‐ 阿恵 ‐ 内野 ‐ 君ヶ畑
  - 飯塚バスセンター - 東町 - 昭和通二丁目 - 穂波農協 - 天道駅 - 新茶屋 - 出雲 ‐ 筑穂町役場 ‐ 上穂波駅 ‐ 阿恵 ‐ 内野 ‐ 桑曲
    - 1990年代後半に廃止
- □17:
  - 飯塚バスセンター - 東町 - 若菜 - 弁分 ‐ 高田口
  - 飯塚バスセンター - 東町 - 若菜 - 弁分 ‐ 高田口 ‐ 筑前大分駅 ‐ 鶯塚 ‐ 大分坑
  - 飯塚バスセンター - 東町 - 若菜 - 弁分 ‐ 高田口 ‐ 筑前大分駅 ‐ 鶯塚 ‐ 大分坑 ‐ (循環 □14飯塚行き)
    - 1990年代中ごろに筑前大分駅を経由する経路変更、潤野経由新設。

- □22:
  - 大坪団地→漆生本村→漆生→稲築学校→鴨生口→上三緒団地口→中島組→笠松陸橋→新飯塚駅→飯塚バスセンター
    - ※国鉄漆生線代替路線
- □23:
  - （飯塚バスセンター - 新飯塚駅 - 笠松陸橋 - 中島組 - 上三緒団地口） - 上三緒団地
  - （飯塚バスセンター - 新飯塚駅 - 笠松陸橋 - 中島組 - 上三緒団地口） - 上三緒駅
    - 1990年代中ごろに上三緒駅系統廃止後に上三緒団地系統新設。

  - 枝国二区 - 勝盛遊園 - (飯塚バスセンター -新飯塚駅 - 上三緒方面)
    - ジャスコ穂波出店当初に一時期延伸。

  - （飯塚バスセンター - 鴨生口）- 大倉 - 平 - (中篭 - 下山田 - 上山田)
    - □13廃止時に銭代坊・宮地経由(□13の経路)に経路変更。
- □25:
  - 飯塚バスセンター - 東町 - 昭和通り二丁目 - 穂波農協 - 天道駅 - 新茶屋 - 土居別道 - 桂川役場 - 内山田
    - 1990年代中ごろに廃止された。(1995年4月時刻表に記載なし)
- □26:
  - 飯塚バスセンター - 東町 - 昭和通り二丁目 - 穂波農協（穂波町役場） - 天道駅 - 新茶屋 - 土居別道 - 桂川役場 - 飯田新町 - 碓井郵便局 - 九郎原

「九郎原」は嘉穂郡碓井町飯田南部の集落のことであり、同じく飯塚圏内の嘉穂郡筑穂町に存在する九郎原駅とは10キロほど離れた全く別の場所に存在した。2004年3月31日限りで運行を終了した。
- □27:
  - （飯塚バスセンター - 東町 - 昭和通り二丁目 - 穂波農協（穂波町役場） - 天道駅 - 新茶屋 - 土居別道 - 桂川役場 - 飯田新町 - 碓井郵便局 - 碓井役場 - 西牛隈 - 牛隈） - 嘉穂工業高校 - 日吉峠
- □28：
  - 飯塚バスターミナル - 嘉穂劇場入口 - 昭和通り二丁目 - 穂波農協（飯塚市役所穂波支所） - 天道駅 - 新茶屋 - 桂川駅 - 新茶屋 - 土居別道 - 吉隈一区 - 又手 - 弥栄（やさか） - 吉隈 - 碓井第二保育所（臼井駅跡）
  - 飯塚バスターミナル - 嘉穂劇場入口 - 昭和通り二丁目 - 穂波農協（飯塚市役所穂波支所） - 天道駅 - 新茶屋 - 桂川駅 - 新茶屋 - 土居別道 - 吉隈一区 - 嘉穂総合高校
- □29：
  - 飯塚バスセンター - 東町(現：嘉穂劇場入口) - 昭和通り二丁目 - 穂波農協 - 天道駅 - 天道坑 - 又手 - 吉隈 - 第二保育所
    - 1990年代後半に廃止

※JR九州上山田線代替路線 行先番号80,81,82,83系統
- □80：
  - 飯塚バスセンター - 東町 - 昭和通り二丁目 - 穂波農協(穂波町役場) - 天道駅 - 新茶屋 - 土居 - 桂川役場 - 下土師 - 土師四区 - 飯田新町 - 碓井郵便局 - 碓井役場 - 西牛隈 - 牛隈 - 嘉穂工業高校 - 日吉峠 - 深見 - 枦ノ木 - 大橋 - 山田交番 - 西鉄上山田

上山田線廃止後、8往復程度設定されていたが、乗客数向上に至らず便数削減を経て廃止された。上山田線の最終便に合わせた時間帯にも設定されており、22時30分頃に飯塚バスセンターを発車し、23時30分頃に西鉄上山田に到着する便もあった。
1993年頃までは飯塚駅(駅ロータリー内)を経由していた。
- □81：
  - 飯塚バスセンター - 東町 - 昭和通り二丁目 - 穂波農協(穂波町役場) - 天道駅 - 新茶屋 - 土居別道 - 弥栄 - 吉隈 - 碓井第二保育所 - 飯田新町 - 碓井郵便局 - 碓井役場 - 西牛隈 - 牛隈 - 嘉穂工業高校 - 日吉峠 - 深見 - 山田中央 - 西鉄上山田

上山田線を最も忠実に運行し、当初は沿線学生に合わせて、8時、15時頃に1往復ずつ、合計2往復設定されていた。上山田線代替路線では、最後まで運行された路線であり、2004年3月31日を以て廃止された。
1993年頃までは飯塚駅(駅ロータリー内)を経由していた。
- □82
  - 飯塚バスセンター - 東町 - 昭和通り二丁目 - 菰田駅前通り - 鶴三緒 - 山野 - 稲築学校 - 漆生 - 牛隈 - 嘉穂工業高校 - 日吉峠 - 深見 - 枦ノ木 - 大橋 - 山田交番 - 西鉄上山田

飯塚バスセンターから国道211号を経由し、牛隈から80番と同ルートを運行し、6往復程度設定されていた。80番より走行距離が短い。しかしながら利用者が芳しくなく、80番より早い時期に廃止された。
- □83
  - 西鉄上山田 - 山田本町通り - 上山田 - 百々谷 - 堀川 - 白木口 - 熊ヶ畑 - 魚楽園入口 - 淡島神社口 - 真崎口 - 川崎町立病院 - 川崎中学校 - 東川崎 - 豊前川崎駅 - 奥谷

上山田線(上山田～豊前川崎間)の代替路線で当初4往復(朝夕通勤時間帯2往復ずつ)設定されていた。当初から利用者が芳しくなく、1994.3.31を持って上山田線代替路線の中では、最も早く廃止された。熊ヶ畑～魚楽園入口のバス停間は約4kmあり、同路線では最も距離が長く、上山田線の熊ヶ畑トンネル上部の山間部の峠道を越えるため、時間を要していた。2020年現在、同区間を走る路線バスはコミュニティバス等を含め、設定されていない。

### 篠栗支社
- ■□31:
  - （現行路線：31番 西公園 - 門松） - 若杉登山口
- ■■ 310
  - 福岡タワー（TNC放送会館） - 医師会館・ソフトリサーチパーク前 - （←ヒルトン福岡シーホーク前←） - 九州医療センター - 地行 - （現行路線：310番 大濠公園 - 日の浦口）
- トリアス内無料循環バス

トリアス内の施設を巡回する。日祝日のみ運行。2017年3月西鉄バス宗像新宮支社より移管され、トリアスのキャラクターのイラスト入りラッピングを施した専用車で運行していた。2018年3月25日限りで運行終了。循環バス自体はトリアスの開業と同時に運行開始し、運行開始当初は毎日運行であった。

### 廃止・移管営業所
- 添田支社 - 旧添田交通本社。最寄りバス停は添田。添田町内の添田駅から北東約500mの場所に所在し定期券売場や売店もあったので地元では「添田バスセンター」と呼ばれていた。現在は添田町内の支線が全廃され後藤寺 - 添田間の路線も添田駅経由めんべい添田町工場行きとなり、バスの折返しがなくなったため完全に閉鎖、事務所をはじめ定期券売場や売店も全て解体されている。
- 伊田支社 - 旧添田交通伊田支社。最寄りバス停は夏吉。入口の閉鎖のみで廃車車両の留置場として使用されていた。現在はソーラーパネルが設置されている。
- 筑穂町車庫 - 旧嘉穂交通本社。最寄りバス停は大分坑（だいぶこう）。事務所は解体となり車庫の一部が閉鎖されている。尚、2010年4月1日付で桂川駅 - （飯塚市役所）筑穂支所 - 大分坑間が廃止され、これに伴い飯塚市内の筑穂地区（旧・嘉穂郡筑穂町）から西鉄のバス路線が撤退した。
- 山田支社 - 旧嘉穂交通山田支社。最寄りバス停は山田支所(廃止当時は西鉄上山田)。敷地は嘉麻市山田バスの車庫として使用されており、嘉麻市山田バスの生涯学習館バス停が併設されている。

### 篠栗車庫
- 所在地：糟屋郡篠栗町大字篠栗庄田3942-1
- 最寄りバス停留所：日の浦口
- 営業所表記：【○篠】

（西日本鉄道篠栗第二自動車営業所併設）
- 西鉄バス飯塚営業所篠栗車庫として設立。しかし西鉄バスグループの再編などにより、管轄が今川営業所中央営業区→土井営業所→西鉄バス二日市と受け持っていた過去がある。

#### 担当路線
- 2016年3月26日現在の路線（太字は終点・始発停留所）（全路線西日本鉄道からの管理委託路線である）

##### 篠栗線
- ■■ 31
  - 大濠公園 - 法務局前 - 天神地区 - 中洲 - 蔵本 - 呉服町 - 千代町 - 妙見 - 吉塚駅東口 - 二又瀬 - 扇橋 - 原町駅 - 長者原駅 -門松駅 - 篠栗駅 - 日の浦口←山王←山手←城戸←二瀬川
  - 大濠公園 - 法務局前 - 天神地区 - 中洲 - 蔵本 - 呉服町 - 千代町 - 妙見 - 吉塚駅東口 - 二又瀬 - 扇橋 - 原町 - 長者原 - 粕屋町役場

※天神地区は行き先によって停車バス停が変わるので注意。
大濠公園発着 （ - 天神三丁目 - （←天神中央郵便局前←/→天神日銀前→））・天神発着 （（天神三丁目←天神四丁目←/天神日銀前→））
大濠公園、天神 - 篠栗地区を妙見、二又瀬、原町経由で結ぶ路線で、篠栗支社の代表路線である。かつては八木山峠を越え飯塚まで運行されていたが、福岡 - 筑豊間に運行されていたバイパス急行を統合した際に二瀬川 - 飯塚間は廃止された。一時期310番の影響もあり減便されたが、近年は再び増加傾向にある。以前は主に中型車が使用されていたが、2010年3月27日のダイヤ改正以降は310番の減便で大型車を使用する便が増えた（310番の間合い、それ以前にも何度か大型車を使用する便があった）。2011年4月1日より二瀬川→日の浦口間は篠栗町からの補助金による運行となり、本数も平日朝の1本のみとなった。かつては博多駅経由（呉服町 - 二又瀬は31番と異なる）の30番、東バイパス（現国道201号）を経由する31-A、現在の310のルーツともいえる都市高速経由の31-Cも運行されていた。天神発着もあり、折り返しまでは通常の天神発着が使用する那の津口駐車場ではなく那の津四丁目の折返場で待機する（2011年までは今川橋にあった今川転回場で待機していた）。: 吉塚駅東口 - 日の浦口は福北ゆたか線に並行しており、同線不通時の代替輸送も兼ねている。接続する鉄道駅もあり、該当する接続駅は、吉塚駅（吉塚駅東口）・柚須駅（吉田より徒歩数分）・原町駅（原町）・長者原駅（粕屋中央小学校前または長者原）・門松駅（門松）・篠栗駅（篠栗）である。
- ■ 都市高 310
  - 大濠公園 - 法務局前 - 天神地区 - 中洲 - 蔵本 - (呉服町)福岡都市高速(粕屋) - 物流センター入口 - 長者原 - 門松 - 篠栗 - 日の浦口
  - 日の浦口→篠栗→門松→長者原→物流センター入口→(粕屋)福岡都市高速(天神北)→天神地区（天神日銀前）→蔵本→中洲→(呉服町)福岡都市高速(粕屋)→物流センター入口→長者原→門松→篠栗→日の浦口

※天神地区は行き先によって停車バス停が変わるので注意。
大濠公園発着 （天神三丁目 - （←天神中央郵便局前←/→天神日銀前→））・天神発着 （天神三丁目←天神四丁目←/天神日銀前→）
大濠公園、天神 - 篠栗地区を都市高速経由で結ぶ路線。福岡都市高速4号粕屋線・粕屋ICの開通により2002年にこの路線が開設された。篠栗地区 - 天神間は31番と比べて割安運賃となっており、所要時間が31番に比べて短いため、利用者も多い。しかし近年は31番へ振り替えられ、本数は縮小傾向にある。天神止め・始発は土曜・休日の日中のみ（平日にもあったが、福岡タワーまで延伸されたため廃止）であったが、現在は平日にも設定されており、その割合は年々増加している。以前まで二瀬川発着があり、篠栗霊場巡りへのアクセスとして土曜・休日の日中のみ運転されていたが、2010年3月27日のダイヤ改正で日の浦口発着を含めて減便された。2011年4月1日のダイヤ改正で二瀬川発着が廃止された。2012年3月17日のダイヤ改正で平日の日中の一部のみ福岡タワーまで延伸されたが2016年3月26日のダイヤ改正で福岡タワー発着を廃止した。2015年3月21日のダイヤ改正で天神をループする系統が新設された。

##### 大川線
- ■■ 74
  - 天神地区 - 川端町・博多座前 - 呉服町 - 千代町 - 妙見 - 吉塚駅前 - 吉塚営業所 - 巴町 - 箱崎一丁目 - 箱崎駅西口 - 原田 - 津屋本町 - 青洲会病院
  - 天神地区 - 川端町・博多座前 - 呉服町 - 千代町 - 妙見 - 吉塚駅前 - 吉塚営業所 - 巴町 - 箱崎一丁目 - 箱崎駅西口 - 原田 - 津屋本町 - （→坪見→） - 毛田池公園 - 上脇田

天神 - 青洲会病院、上脇田間を妙見、吉塚駅前経由で結ぶ路線。かつては土井営業所が担当していたが2007年6月に篠栗支社の担当になった。また、上脇田より先は東鉄工団地および猪野まで運転されていた。篠栗支社の担当になってからは大型ワンステップ車のみの運行となった。2011年4月1日より呉服町 - 天神間が従来の昭和通経由から明治通経由へ変更された。そのときから上脇田発着が減便されている。さらに2012年3月17日のダイヤ改正で坪見発着が青洲会病院発着に変更された。上脇田発着は青洲会病院に停車しない。

## バスセンター
- 飯塚バスターミナル
- 直方バスセンター

### 廃止されたバスセンター
- 後藤寺バスセンター

## 車両

### 一般路線車
西鉄からの管理委託車及び譲渡車が中心である。これらは西鉄と同一塗装で、譲渡車についてはロゴがグループロゴとなっている（一部グループロゴが無い車両もある）。
以前は子会社独自で導入した車両には独自塗装が施されており、嘉穂交通はクリーム色地に山吹色と緑色の帯、添田交通はクリーム色地に緑・水色・ピンク色のアーチ型模様の帯、直方交通→西鉄バス遠賀は白地に赤・水色の波状模様の帯であった。西鉄バス筑豊発足後はこれらの色の車両の新規導入はなくなり、車体更新の際に西鉄色に変更されたり、経年により廃車されたりして減少している。旧嘉穂交通色については2007年までに消滅し、直方交通→西鉄バス遠賀色、添田交通色も既に消滅している。
2024年に一般路線車としては初の他社からの移籍車が導入された。（西武バスから PDG-RM820GANが移籍し西鉄社番は6050）
車内放送の音声合成装置は、福岡地区（西日本鉄道、西鉄高速バス・福岡、西鉄バス二日市、西鉄バス宗像など）と同じである。

### 貸切車
大型車として、三菱ふそうエアロクィーン・エアロエース、日野セレガHD、いすゞガーラHDが配置されている。（一部は西鉄バス二日市より譲渡車）
中型車は、いすゞガーラHD-9が配置されている。
以前は大半を前身の嘉穂交通と添田交通が購入または西鉄より譲受したものだったが、一部西鉄バス遠賀からの引継車や西鉄観光バスからの譲受車も存在した。またスペースアローRPは、中古導入した富士重工業ボディ車も存在した。（現在は廃車済み）

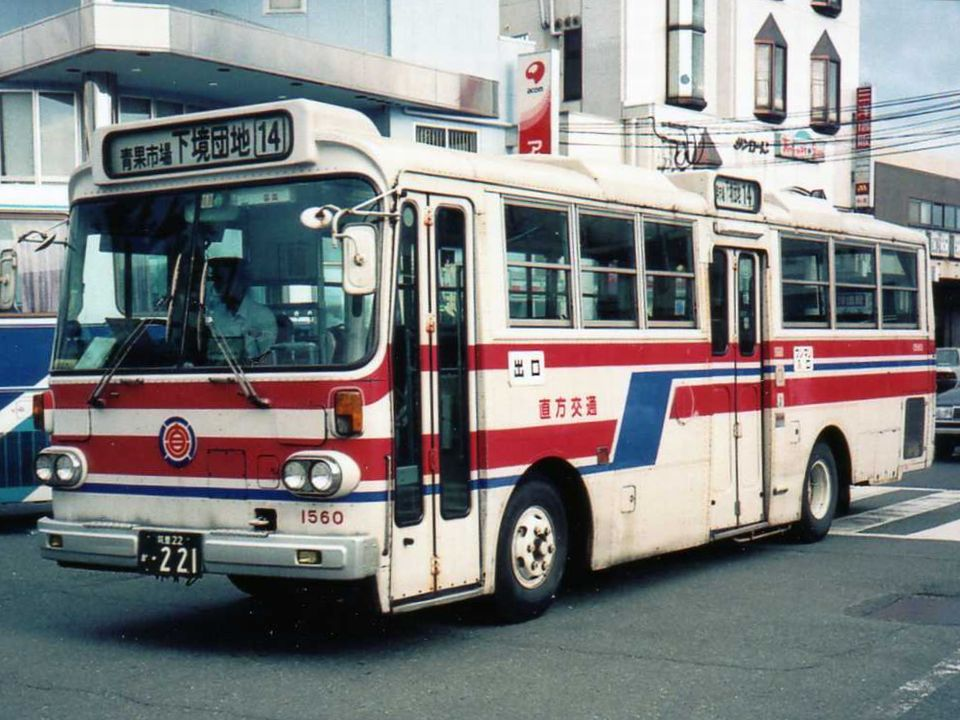
直方交通の中型車 西鉄から移管された当初の車両 いすゞ・CCM (K-CCM410) 西日本車体工業車体（川重のライセンス生産）
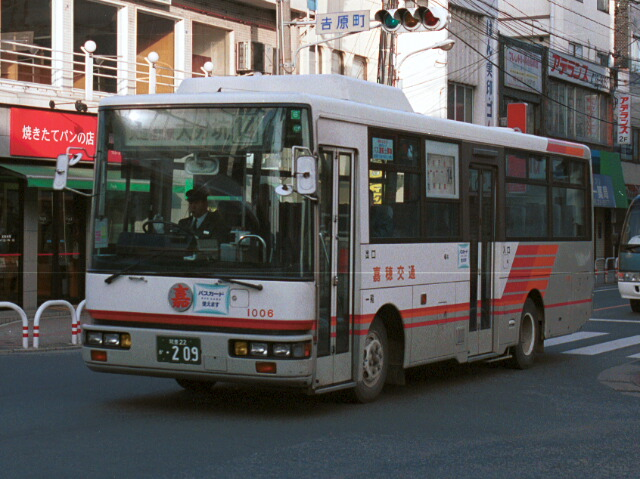
嘉穂交通の中型車
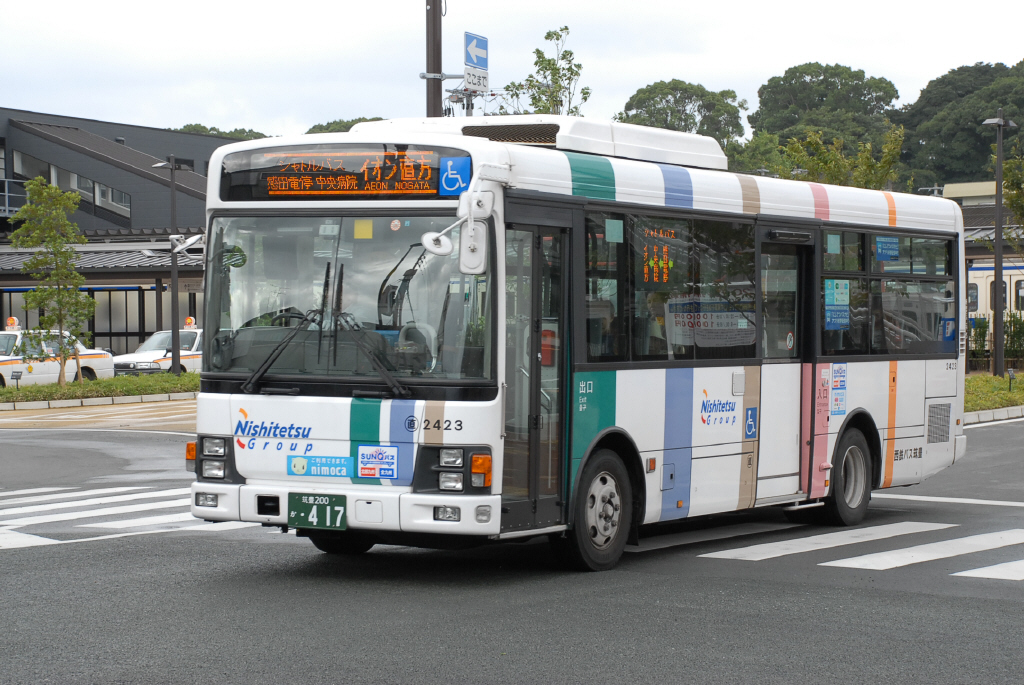
路線車（直方支社）
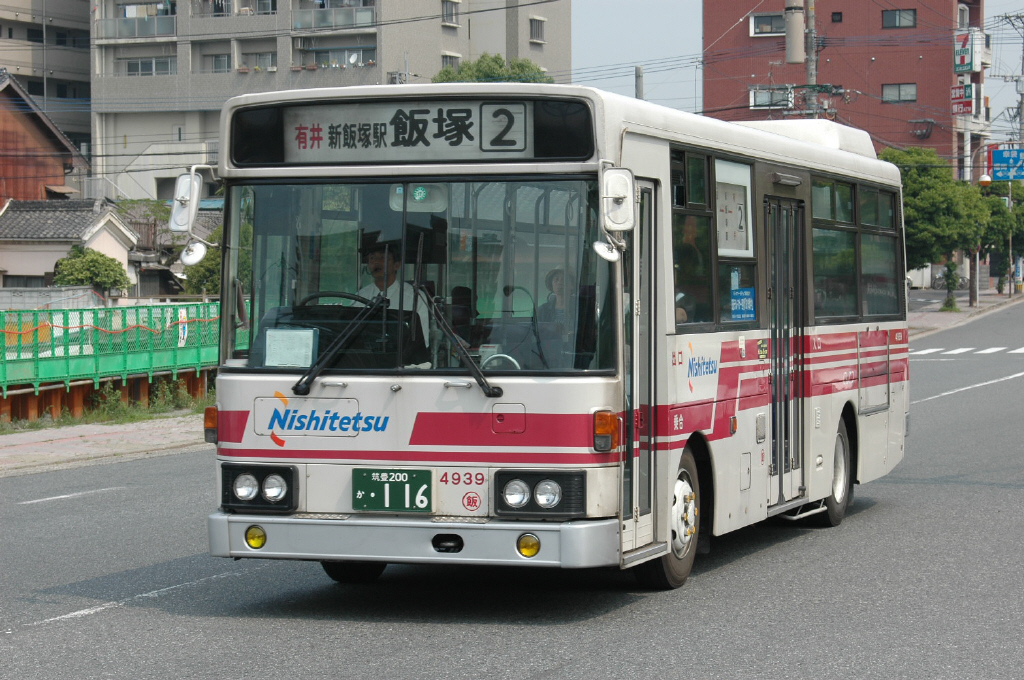
路線車（飯塚）
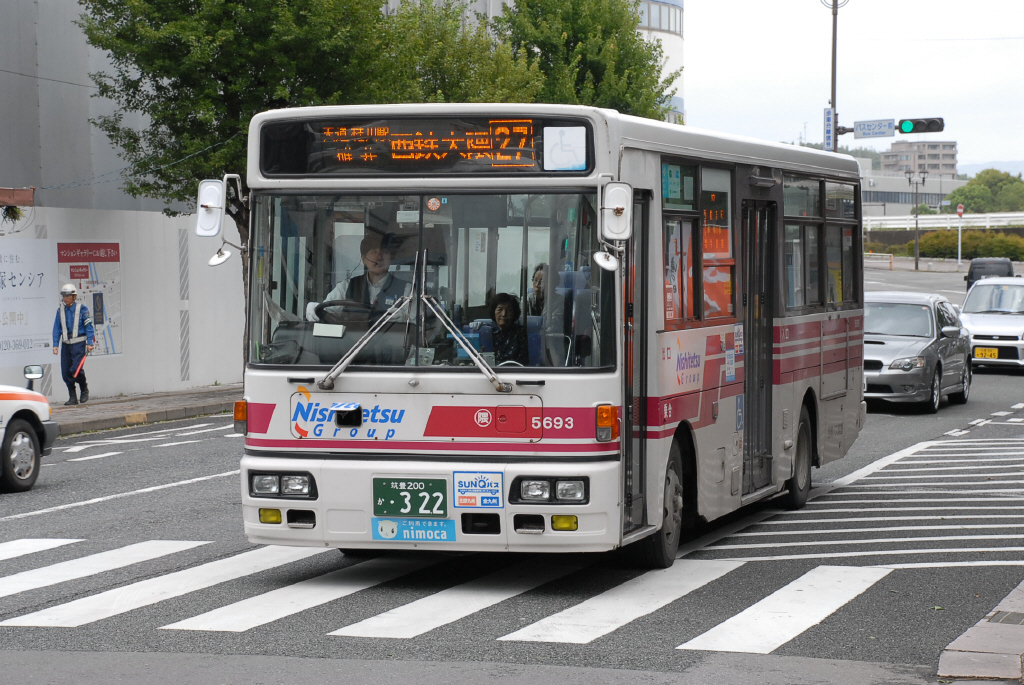
路線車（大隈車庫）
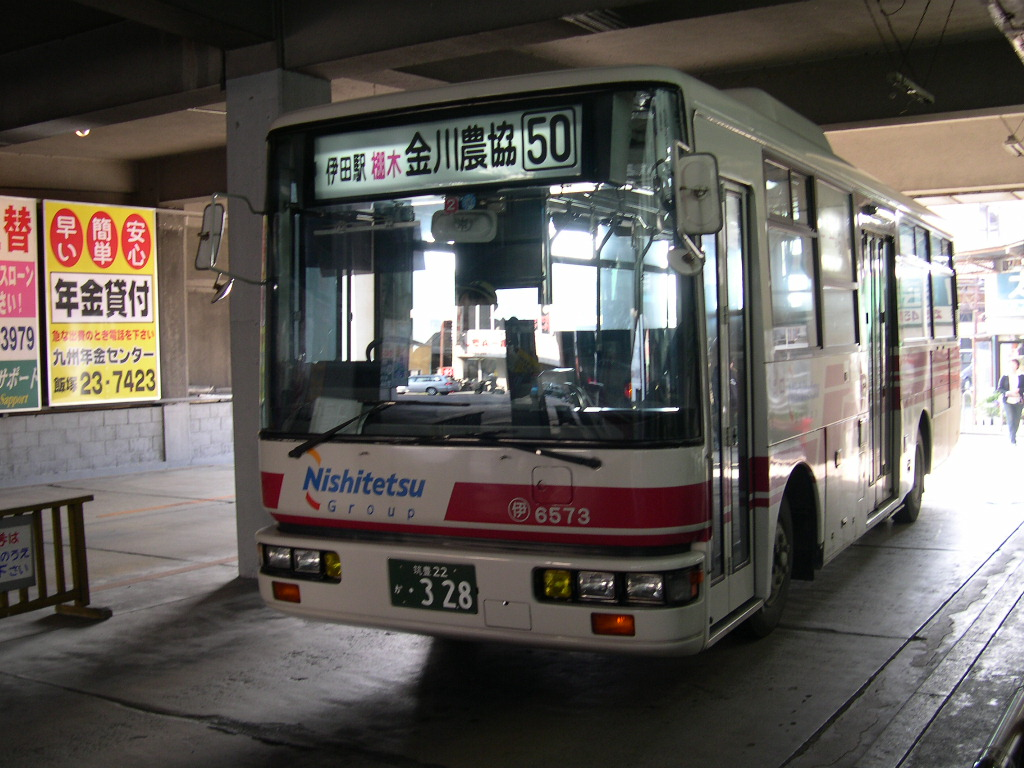
路線車（旧伊田支社）
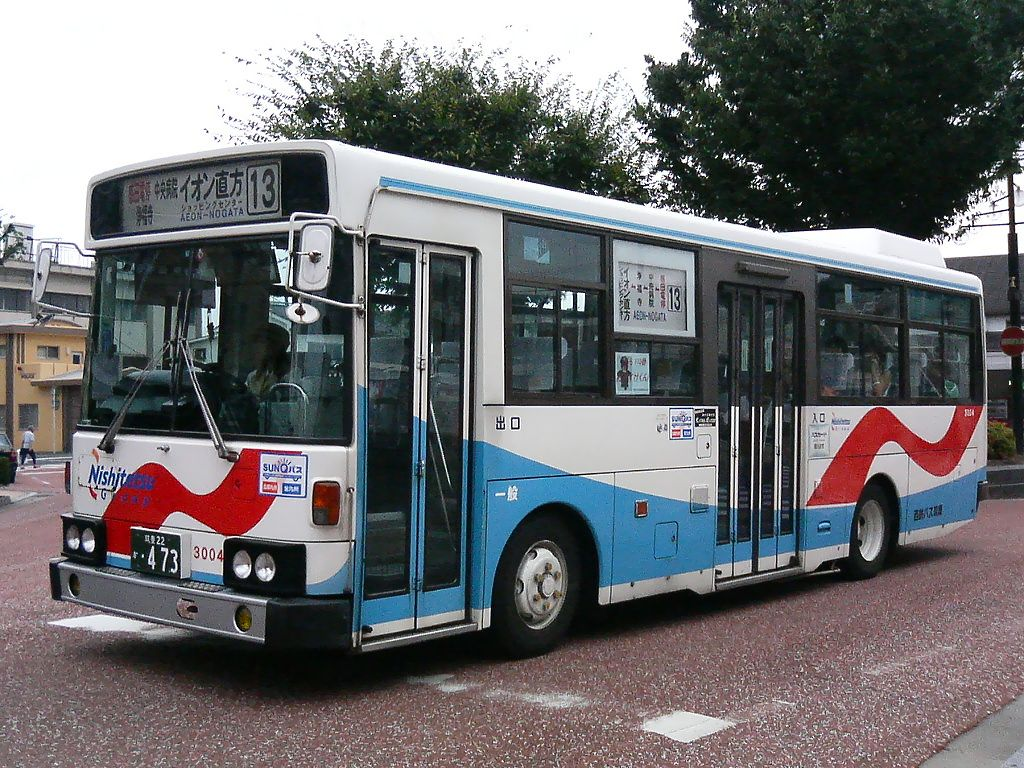
一般路線車（旧直方交通塗装）
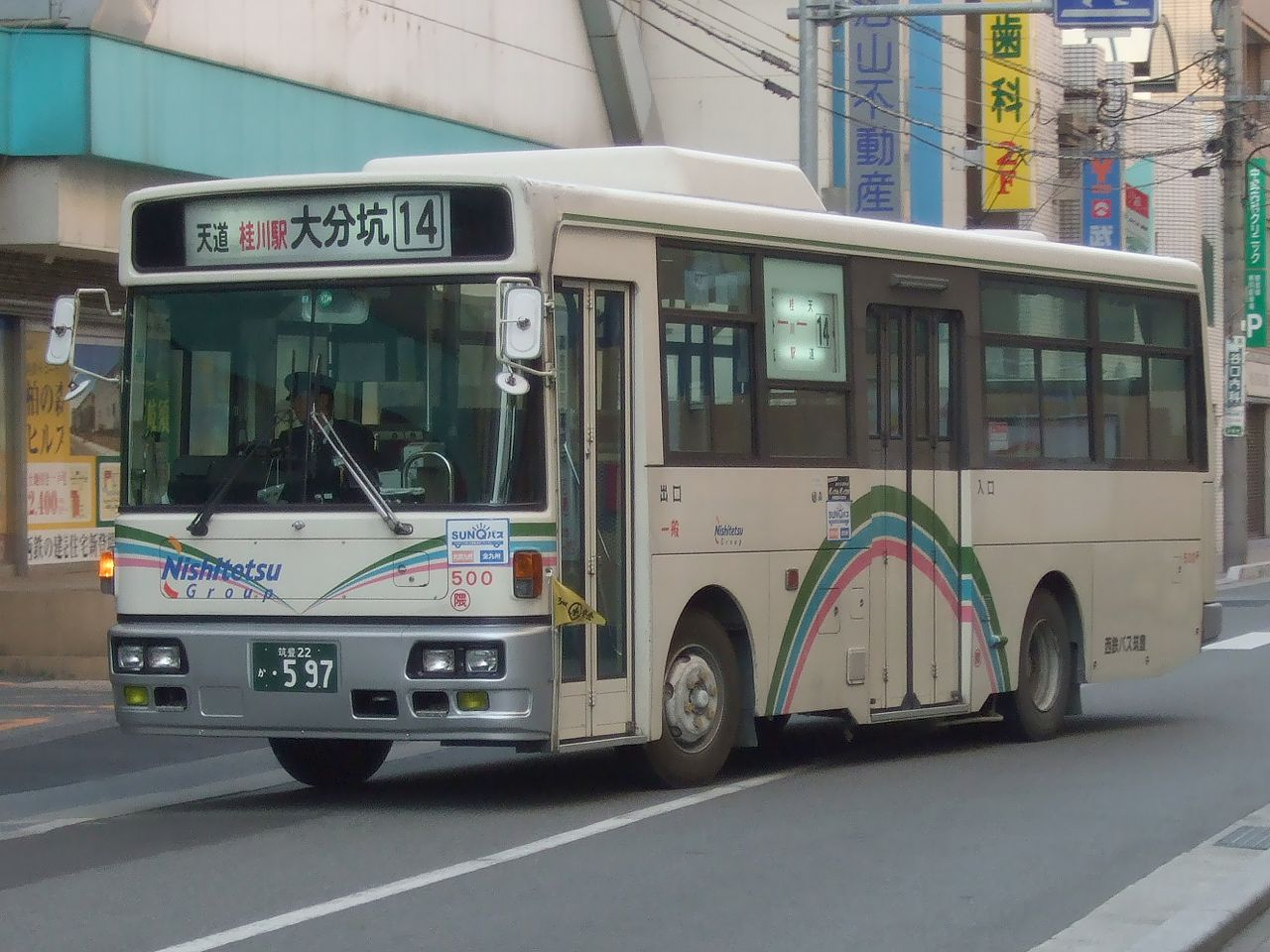
一般路線車（旧添田交通塗装）
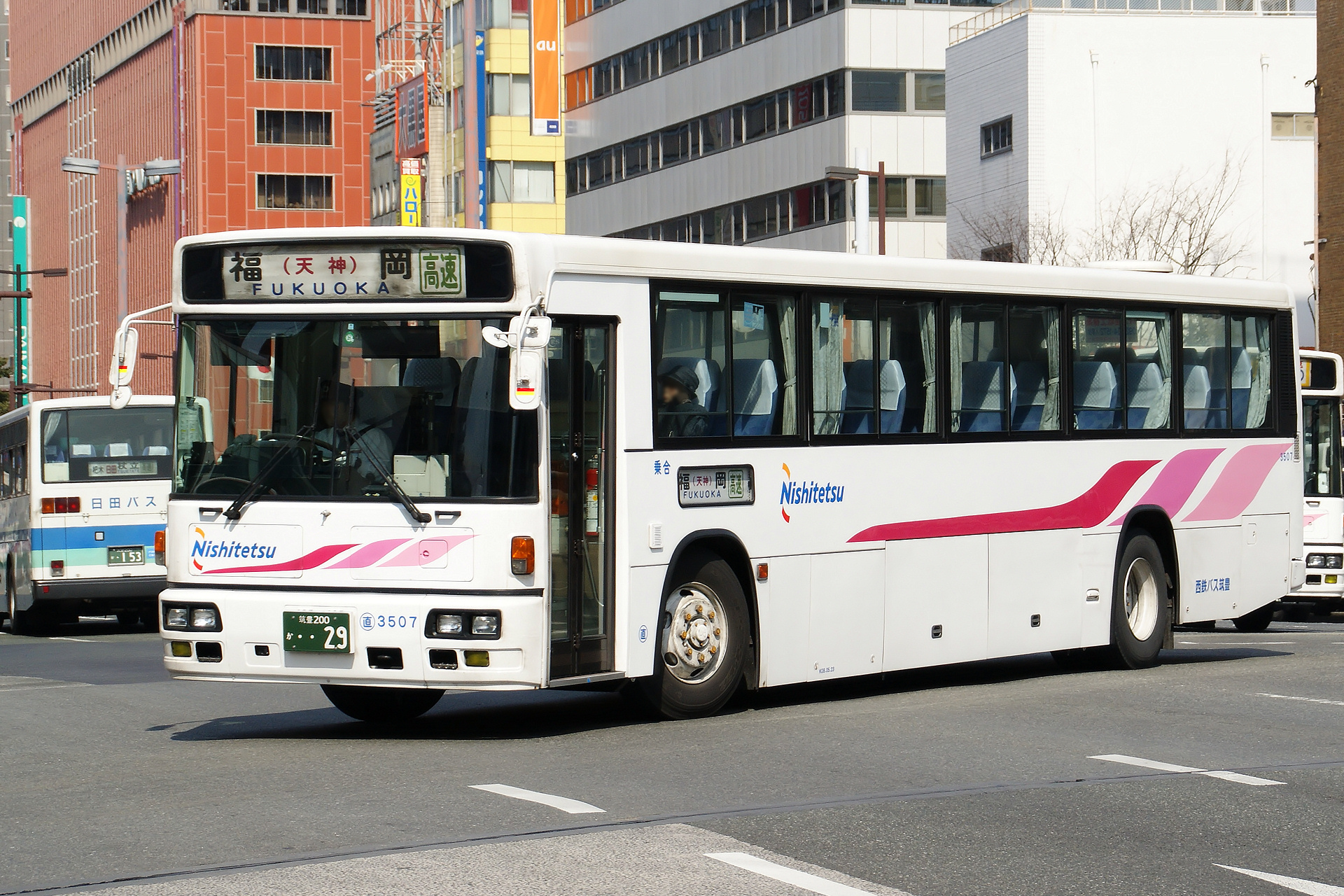
高速車（福岡－直方線）
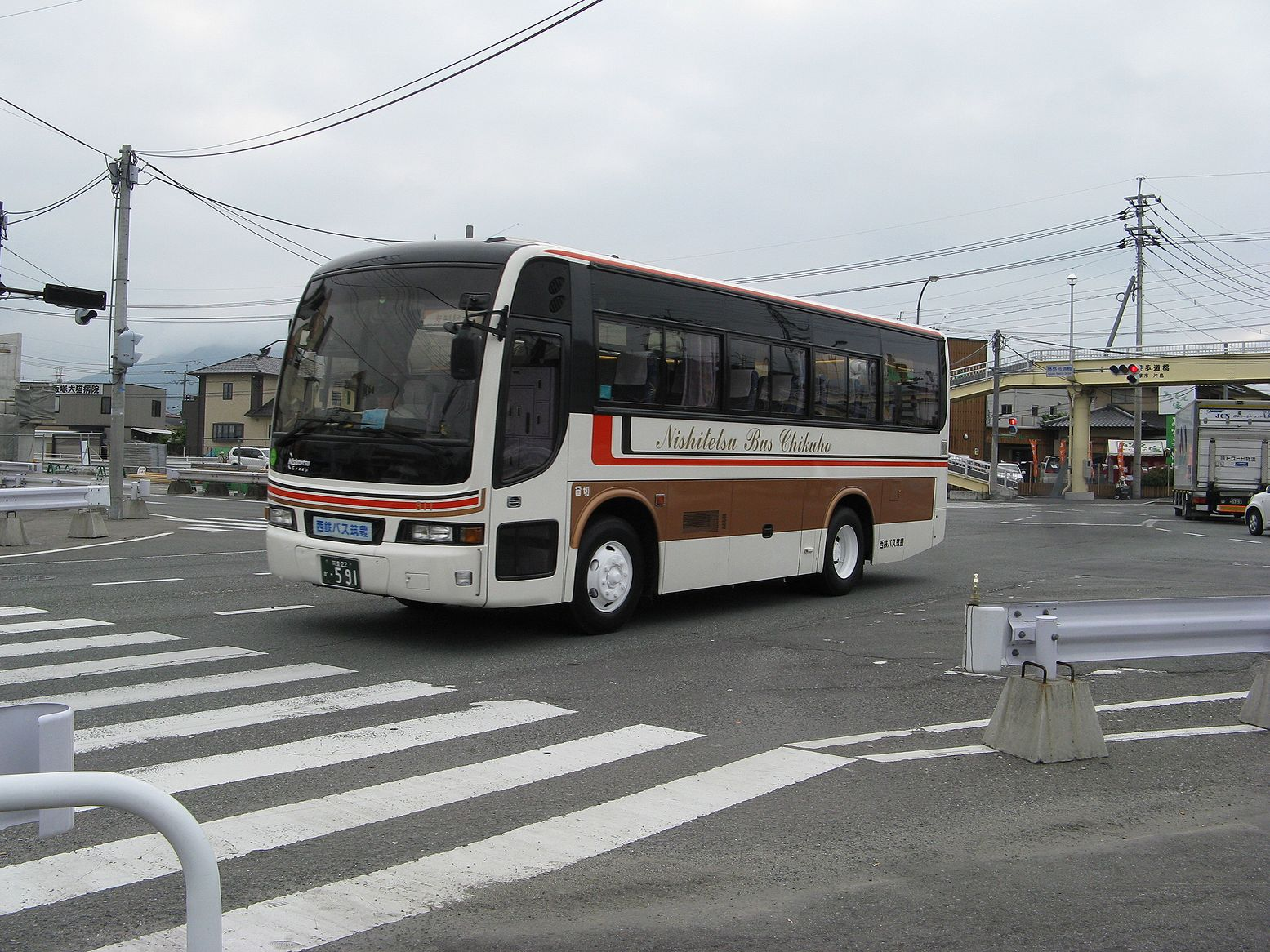
貸切車